# Потопление «Лузитании»
Потопление «Лузитании» — морская катастрофа и военное преступление Первой мировой войны. Британский лайнер, выполнявший гражданский рейс, в своей акватории был целенаправлено поражён германской субмариной в районе их повышенной боевой активности 7 мая 1915 года. Погибло 1197 человек, из них — 128 граждан США. Этот прецедент послужил в дальнейшем одним из поводов для американского участия в войне.
Крупнейший Пассажирский турбоход компании «Кунард Лайн» «Лузитания» был потоплен на седьмые сутки следования из Нью-Йорка в Ливерпуль, в 14:28, в Кельтском море, в 19 км от берегов Ирландии, в результате торпедной атаки со стороны немецкой подводной лодкой U-20.
Сразу за первым взрывом раздался второй, более разрушительный взрыв, который до сих пор является предметом дискуссий и гипотез. Судебные комиссии в Великобритании и США пришли к выводу, что лайнер был атакован двумя торпедами, но командир U-20 Вальтер Швигер утверждал, что выпустил по «Лузитании» только одну торпеду. Существует множество версий, объясняющих происхождение второго взрыва, в частности, повреждение паровых котлов, взрыв угольной пыли, умышленный подрыв или самопроизвольная детонация нелегально перевозившихся в трюме боеприпасов. Однако военное командование Великобритании отрицало факт перевозки взрывчатых веществ на «Лузитании».
В момент атаки «Лузитания» шла со скоростью 18 узлов (33 км/ч). После попадания торпеды лайнер практически сразу потерял управление и на протяжении следующих 10 минут двигался по инерции, что осложнило эвакуацию с тонущего судна. Спуск спасательных шлюпок был затруднён из-за сильного крена. Из 48 шлюпок удалось успешно спустить лишь 6.
Лайнер затонул через 18 минут после атаки.

## Предыстория

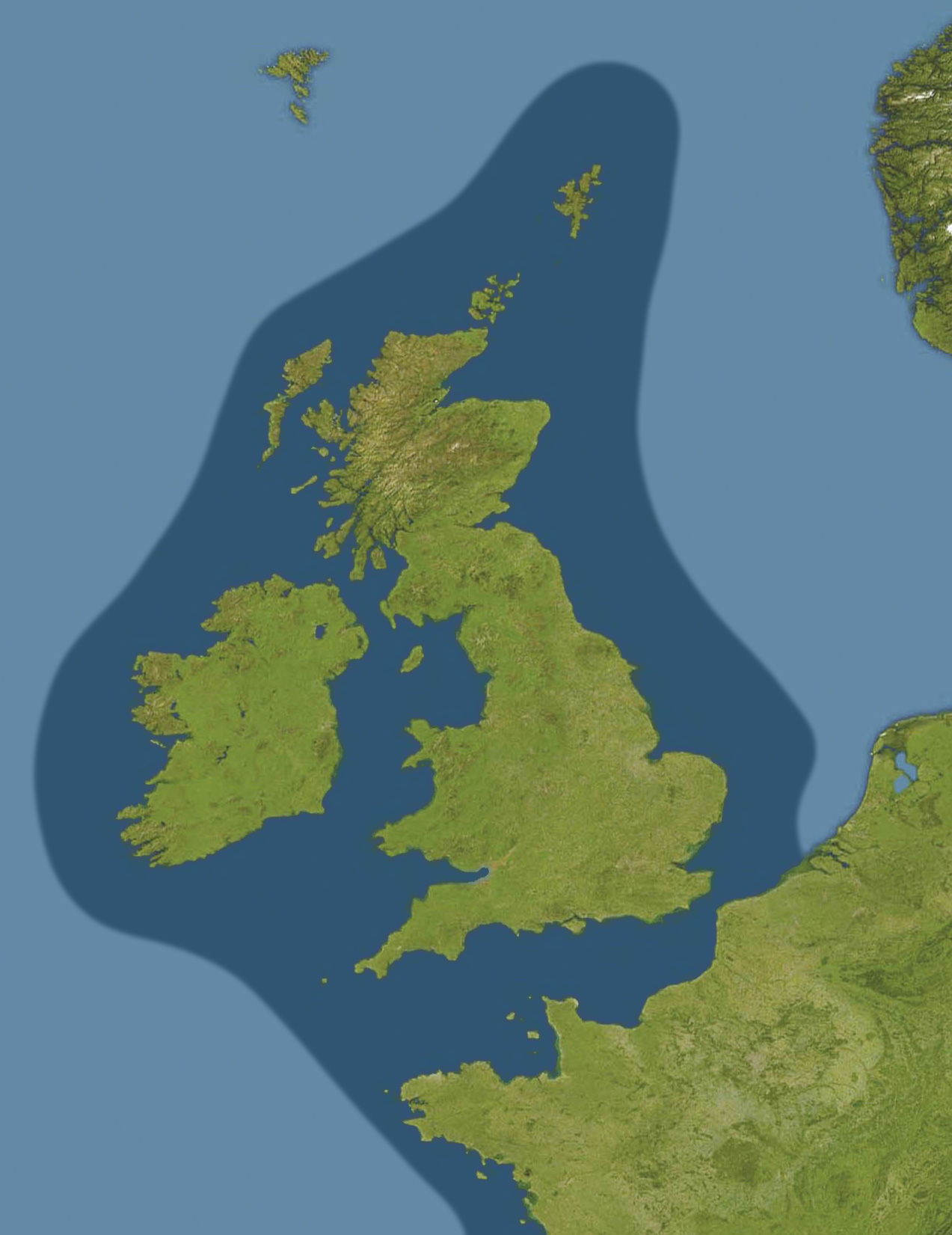
Территория, установленная Германской империей, в пределах которой суда, шедшие под флагом Великобритании или её союзника, подвергались уничтожению

С 1900-х годов Германская империя начала интенсивно наращивать свою военную мощь. Германия вступила в военно-морскую гонку вооружений с Великобританией и особенно активно развивала подводный флот. К началу 1915 года германский Флот открытого моря насчитывал 27 подводных лодок.
Германские субмарины обладали достаточной автономностью, чтобы выполнять боевые задания вдали от баз дислокации. Наиболее активная деятельность подводных лодок наблюдалась в водах, омывающих Британские острова, и в Средиземном море. 6 августа 1914 года началась битва за Атлантику. Боевые действия между флотами Британской и Германской империй разворачивались вокруг Британских островов — в районе интенсивного гражданского судоходства. 18 февраля 1915 года эта территория была объявлена Германией военной зоной, где все суда Великобритании, а также её союзников без предупреждения подлежали уничтожению германским флотом, вне зависимости от того, несут они на борту тяжёлое вооружение или нет. Германия предприняла этот шаг в ответ на аналогичные действия Великобритании, которая в ноябре 1914 года объявила военной зоной Северное море, причём английское командование расширило понятие контрабандных грузов и отнесло к ним продовольствие, фактически начав морскую блокаду Центральных держав.
Флот открытого моря придерживался стратегии «нарастающего измора» британского флота путём использования минных заградителей и проведения субмаринами торпедных атак на торговые и военные суда. Поскольку никакой противолодочной тактики тогда не существовало, первые действия немецких подводных лодок, направленные на уничтожение противника, оказались удачными. С августа 1914 по февраль 1915 года германскими субмаринами были потоплены 11 британских торговых судов. С объявлением акватории вокруг Великобритании военной зоной темпы уничтожения английского торгового флота многократно возросли.
В соответствии с правилами ведения войны того времени перед атакой торгового судна вне зависимости от характера перевозимого им груза атакующий корабль или подводная лодка должны были предупредить об этом экипаж и дать время команде и пассажирам покинуть судно до его затопления. Это правило действовало лишь тогда, когда атакуемое судно не оборонялось и не пыталось уйти от атаки. Однако ещё до начала Первой мировой войны британское Адмиралтейство начало устанавливать на торговые суда по два 4,7-дюймовых артиллерийских орудия. Орудия ставились на корму с тем, чтобы обороняться от преследовавшего вражеского корабля. К марту 1915 года такое вооружение несли уже 70 судов. Кроме того, Адмиралтейство выработало для торгового флота директивы, касавшиеся действий при обнаружении подводной лодки. Согласно им, судно, если оно вооружено, должно было открыть по субмарине огонь либо на полном ходу таранить её. В связи с этим экипажи немецких субмарин не имели более оснований придерживаться традиционных правил войны и, чаще всего, атаковали гражданские суда без предупреждения. На борту «Лузитании» оборонительные орудия отсутствовали.

## Погибшее судно
Паротурбоход «Лузитания» строился на верфи «Джон Браун и К°» в Клайдбанке (под Глазго) с 1904 по 1907 год. В первый рейс отправился 7 сентября 1907 года. Наравне с однотипным лайнером «Мавритания» до 1911 года удерживал статус самого большого судна в мире. Его длина составляла 240 м, ширина — 27 м, водоизмещение — 44 765 т, осадка — 10,5 м. Кроме того, «Лузитания» была одним из самых быстроходных судов, уступая по скорости только «Мавритании». Корабль мог развивать скорость до 25 узлов (46 км/ч). В движение лайнер приводили 4 паровые турбины суммарной мощностью 76 тыс. л.с. Пар для турбин, генераторов и вспомогательных механизмов производили 25 котлов. Судно было оснащено четырьмя трёхлопастными гребными винтами, в 1909 году они были заменены четырёхлопастными. «Лузитания» имела двойное дно и 34 водонепроницаемых отсека, образованных поперечными и продольными переборками с герметичными дверьми. Гермодвери на поперечных переборках имели гидравлический привод и управлялись дистанционно. Судно могло оставаться на плаву при затоплении любых двух отсеков. На борту имелось 48 спасательных шлюпок, до 1912 года лайнер нёс всего 16 стационарных шлюпок, но после крушения «Титаника» число коллективных спасательных средств было увеличено до 22 стационарных шлюпок и 26 складных. За свою карьеру «Лузитания» совершила 201 трансатлантический рейс между Ливерпулем и Нью-Йорком. Лайнер принадлежал британской судоходной компании «Кунард Лайн».
Пассажиры делились на три класса. Условия в третьем классе были одними из лучших среди трансатлантических пароходов. Каюты третьего класса были двух-, четырёх-, шести- и восьмиместными, имелся просторный обеденный салон и променад (прогулочная палуба). К услугам пассажиров первого класса на борту были представлены роскошный обеденный салон, размещавшийся на двух палубах, зимний сад, читальный зал, курительный салон, кафе, детская комната, два лифта, лазарет и отделение для собак.
Строительство «Лузитании» и «Мавритании» субсидировалось британским Адмиралтейством. В соглашении с заказчиком — компанией «Кунард Лайн» — Адмиралтейство оговаривало себе право в случае войны привлекать для своих нужд пароходы в качестве вспомогательных плавучих средств. Вскоре после объявления войны Германской империи «Мавритания» была реквизирована в качестве вооружённого вспомогательного крейсера. «Лузитания» же продолжала во время войны совершать коммерческие трансатлантические рейсы, поскольку Адмиралтейство сочло невыгодным ввиду больших затрат на топливо (суточный расход угля на «Лузитании» составлял 910 т) использовать большой флот океанских лайнеров в военных целях.

Шлюпочная палуба «Лузитании»
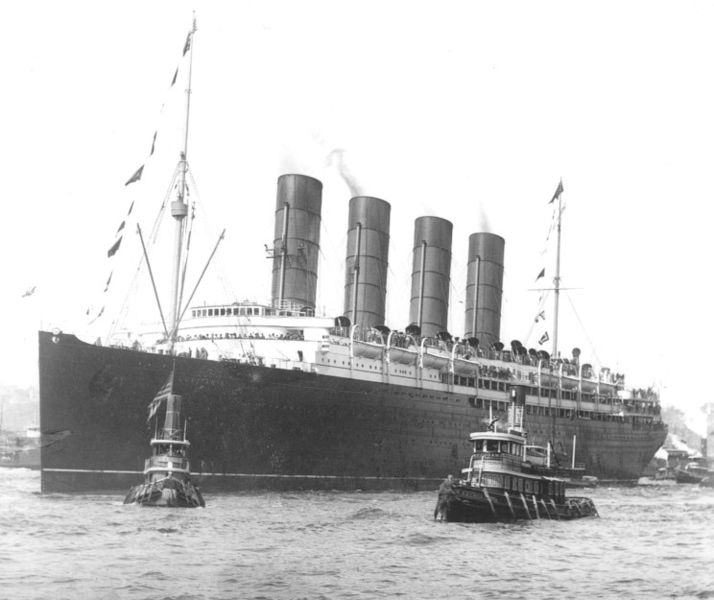
«Лузитания» подходит к океанским докам Нью-Йорка, завершая первый рейс
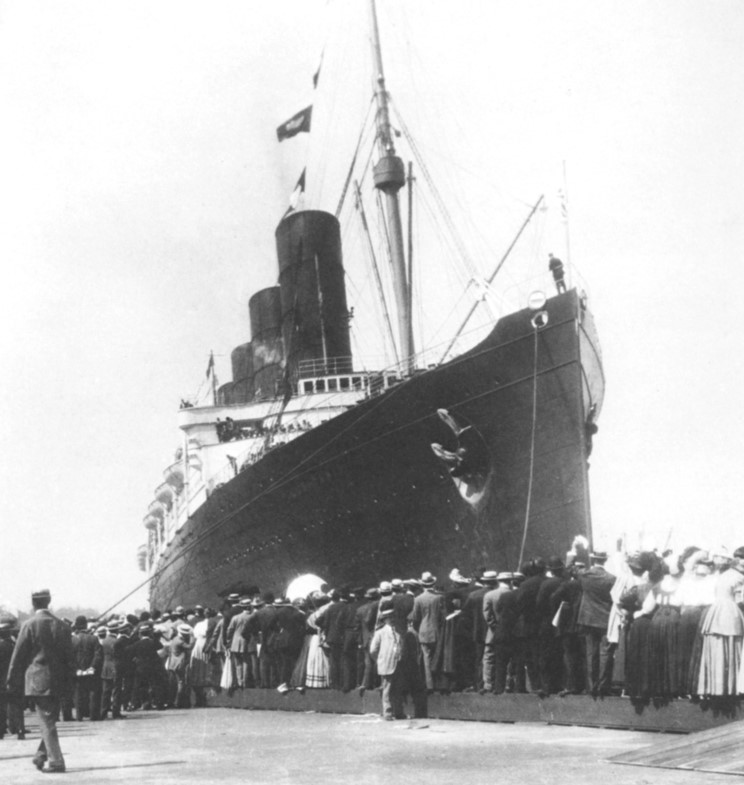
«Лузитания» причаливает в Нью-Йорке 13 сентября 1907 года
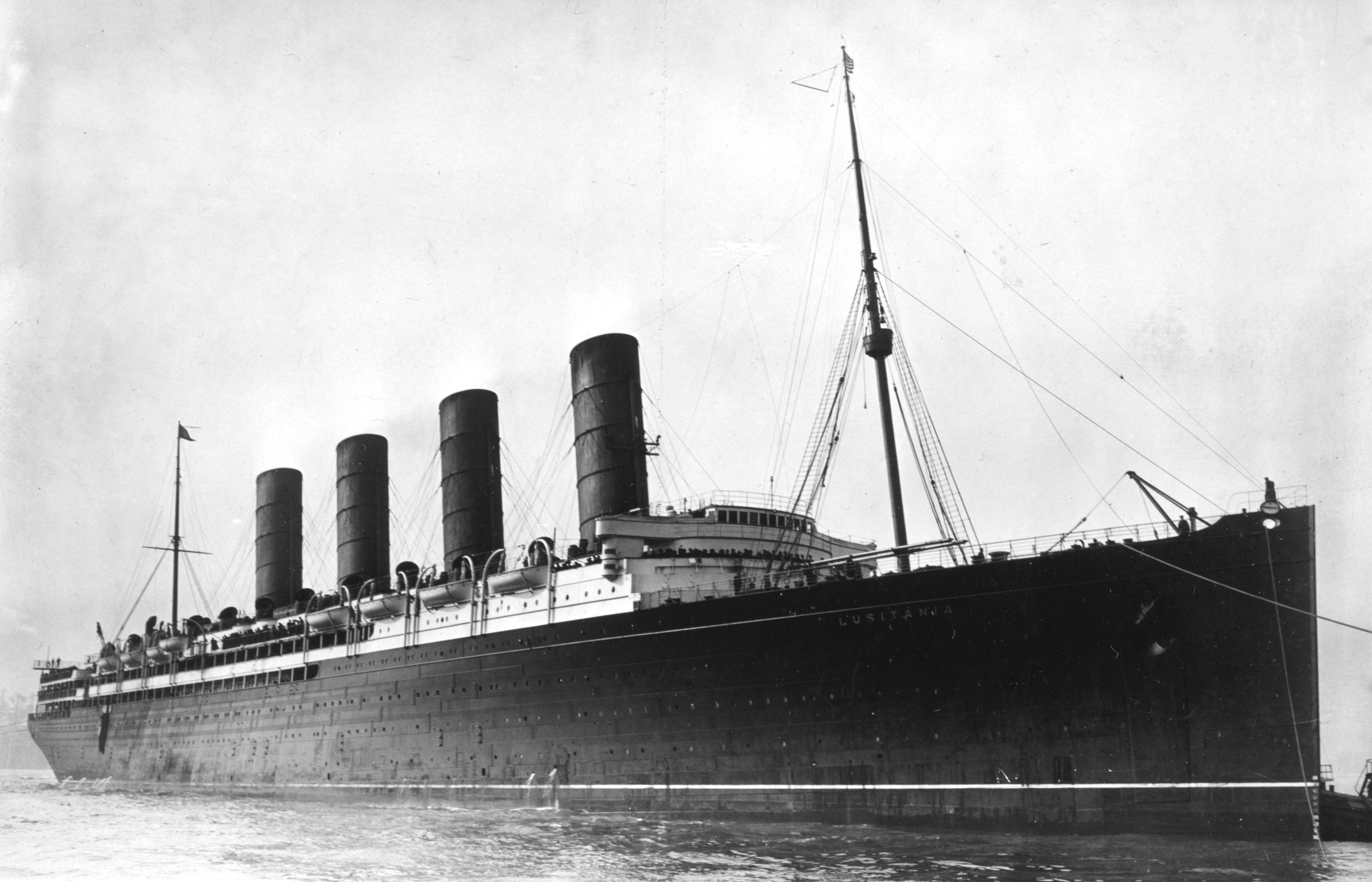
«Лузитания» стоит на приколе в Нью-Йорке

## Предшествующие обстоятельства

### Груз
В конце апреля началась погрузка в грузовые отсеки «Лузитании». Помимо продовольствия и всевозможных товаров на борт были погружены ящики с 4,2 млн винтовочных патронов .303 British, 1250 ящиков шрапнельных стаканов, 189 ящиков, содержимое которых значилось как «товары военного назначения» и 18 ящиков невзрывных снарядных трубок. Этот груз не был включён в предварительный грузовой манифест, переданный таможне, пока лайнер находился в порту. Полный манифест с перечнем всех товаров на борту «Лузитании», включая военные, был направлен властям США только после выхода в рейс. Закон 1911 года позволял транспортировать на торговых судах лёгкое стрелковое оружие. На протяжении многих лет выдвигаются версии о нелегально перевозившихся на «Лузитании» взрывчатых веществах, которые сдетонировали (или были умышленно подорваны) в момент попадания торпеды и стали главной причиной крушения, однако доказательства этого до сих не обнародованы.

### Выход в последний рейс

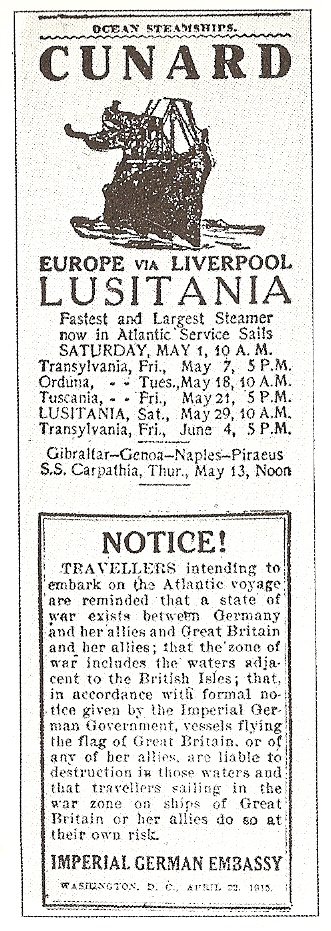
Рекламная листовка последнего рейса «Лузитании» с предупреждением посольства Германии

22 апреля 1915 года, за девять дней до отправления «Лузитании» в последний рейс, германское посольство в США опубликовало следующее предупреждение:

ОБРАТИТЕ ВНИМАНИЕ!

ПУТЕШЕСТВЕННИКАМ, намеревающимся отправиться в плавание через Атлантический океан, напоминаем, что Германия и её союзники находится в состоянии войны с Великобританией и её союзниками; воды близ Британских островов являются зоной ведения боевых действий, и в соответствии с официальным предупреждением, данным Правительством Германской империи, все суда, идущие под флагом Великобритании или её союзника, подлежат уничтожению в этих водах, и посему путешественники, находящиеся в зоне ведения боевых действий на судне Великобритании или её союзника, действуют на свой страх и риск.

Посольство Германской Империи

Вашингтон 22 апреля 1915
Оригинальный текст (англ.)NOTICE!

TRAVELLERS intending to embark on the Atlantic voyage are reminded that a state of war exists between Germany and her allies and Great Britain and her allies; that the zone of war includes the waters adjacent to the British Isles; that, in accordance with formal notice given by the Imperial German Government, vessels flying the flag of Great Britain, or any of her allies, are liable to destruction in those waters and that travellers sailing in the war zone on the ships of Great Britain or her allies do so at their own risk.

IMPERIAL GERMAN EMBASSY

Washington, D.C. 22 April 1915

Это предупреждение было напечатано на рекламной листовке последнего рейса «Лузитании». Германское предупреждение почти не сказалось на спросе на рейсы в Великобританию. Ни один билет на «Лузитанию» не был аннулирован из-за военной угрозы. Руководство судоходной компании и британского Адмиралтейства, пассажиры и экипаж лайнера пренебрежительно отнеслись к этому предупреждению. Капитан и его вахтенные помощники почти не опасались германских субмарин, поскольку скорость «Лузитании» почти в два раза превышала крейсерскую скорость лодок в надводном положении.

Тем не менее, в годы войны пассажиропоток на трансатлантических линиях в среднем был ниже, чем в мирное время (особенно снизился поток пассажиров третьего класса), поэтому руководство «Кунард Лайн» было вынуждено сократить расходы на топливо. Перед отплытием в угольные бункеры «Лузитании» было загружено 7 тыс. т угля — на 1 тыс. меньше обычного. Уменьшение запасов топлива влекло за собой снижение скорости, так как 6 из 25 котлов в целях экономии не были разведены.

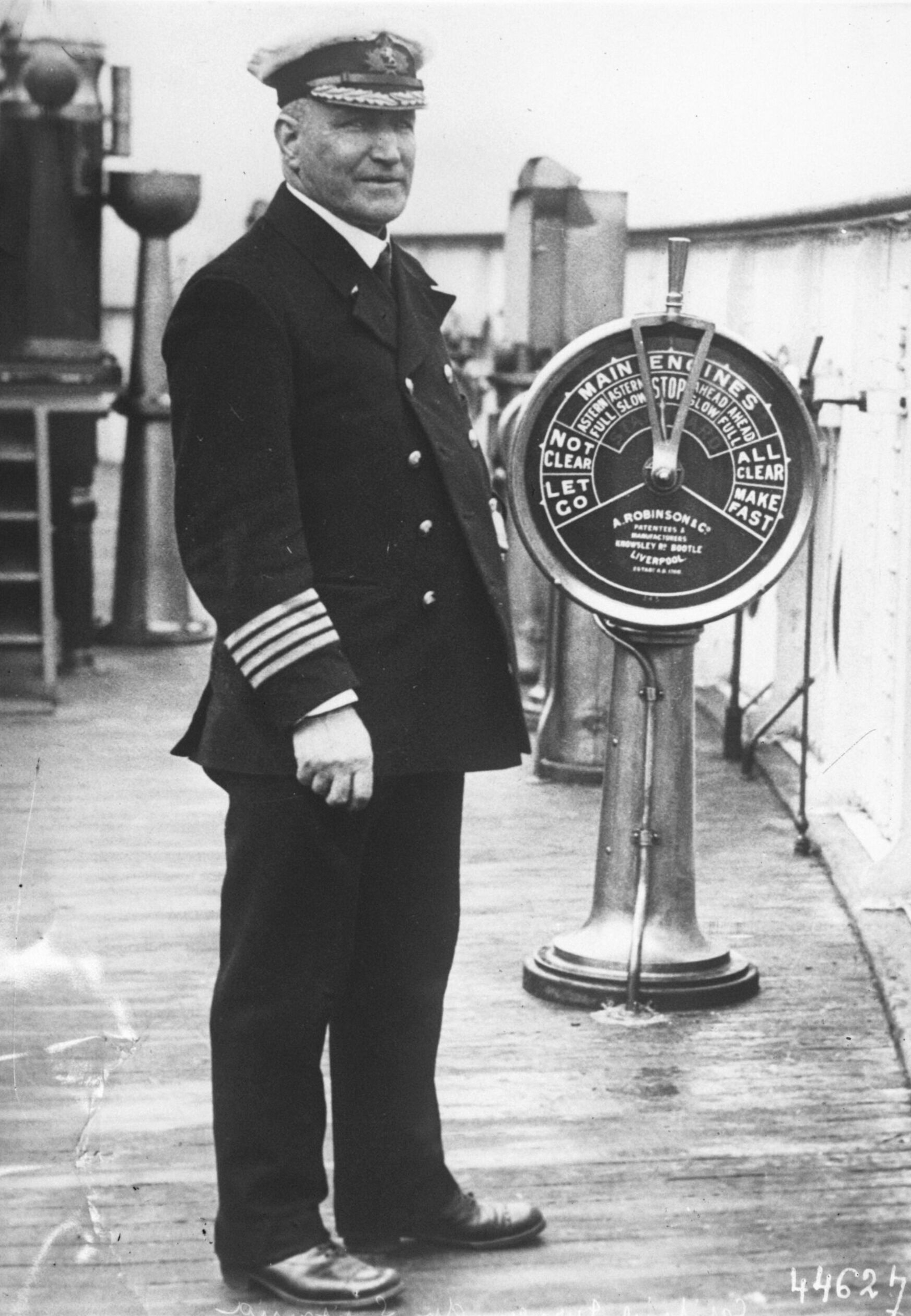
Капитан «Лузитании» Уильям Тёрнер на мостике «Аквитании», 1914

«Лузитания» вышла в свой последний (202-й) рейс из Нью-Йорка 1 мая 1915 года в 12:30 с двухчасовым опозданием. Причиной задержки в порту послужил перевод на «Лузитанию» 41 пассажира с багажом с недавно реквизированного парохода «Камерония». Под звуки гимна США и военной песни «Типперери», исполняемых судовым оркестром, «Лузитания» с 1262 пассажирами и 698 членами экипажа пошла вниз по реке Гудзон, вышла в Атлантический океан, и развила скорость 20 узлов (37 км/ч). Среди пассажиров было 950 подданных Британской империи, 189 граждан США, 71 подданный Российской империи, 15 подданных Персии, 8 граждан Франции и граждане ещё 11 стран. В роковой рейс отправилось 129 детей в возрасте от года до 16 лет, в том числе — группа английских сирот, эвакуированных после начала войны в Канаду и теперь направлявшихся на родину на каникулы.
Командовал «Лузитанией» 58-летний Уильям Тёрнер, капитанский стаж которого в компании «Кунард Лайн» составлял 12 лет. Тёрнер имел опыт командования «Лузитанией» и «Мавританией», последняя под его командованием завоевала Голубую ленту Атлантики — престижный символический приз, присуждаемый судам за рекорд скорости при пересечении Атлантического океана. Предыдущий капитан «Лузитании» Дэниел Доу из-за болезни покинул корабль в Ливерпуле, и таким образом в двух последних рейсах лайнером после долгого перерыва вновь командовал Тёрнер.
На борту пустовала почти половина кают. В первом классе за океан отправились в основном известные американские бизнесмены, политики и деятели искусства, в том числе владелец компании «Thomas B. Jeffery Company» Чарльз Джеффри, мультимиллионер Альфред Вандербильт, посол США в Испании Огден Хаммонд, актриса Рита Жоливе. Каюты третьего класса были заполнены только на треть. Кроме того, в помещениях всех классов размещались отправлявшиеся на фронт молодые канадские добровольцы.

### Меры предосторожности
С началом войны в целях маскировки красные дымовые трубы «Лузитании» были перекрашены в тёмно-серый цвет. В военное время гражданским судам было предписано ходить затемнёнными. На «Лузитании» каждый вечер проверялось затемнение иллюминаторов и окон тёмными шторами и закрытие всех люков. Капитан Тёрнер счёл необходимым соблюдать все меры предосторожности, утром 6 мая он приказал вывалить за борт все спасательные шлюпки, закрыть герметичные двери в трюме и удвоить число дозорных. По двое вперёдсмотрящих находились на марсовой площадке и на баке, на мостике помимо вахтенных помощников капитана за морем наблюдал дополнительно выделенный рулевой. Спасательных жилетов и мест в шлюпках с запасом хватало всем людям, находившимся на борту. 6 мая в 19:50 радист «Лузитании» получил предупреждение от британского Адмиралтейства: «Подводные лодки проявляют активность у южных берегов Ирландии». Вечером скорость лайнера была увеличена до 21 узла (39 км/ч).
В 21:30 на «Лузитанию» поступило ещё одно предупреждение:

Всем британским судам!

Берите ливерпульского лоцмана на баре р. Мерси и остерегайтесь мысов. Проходите гавани на полном ходу. Подводные лодки у скал Фастнет.

### Подводная лодка

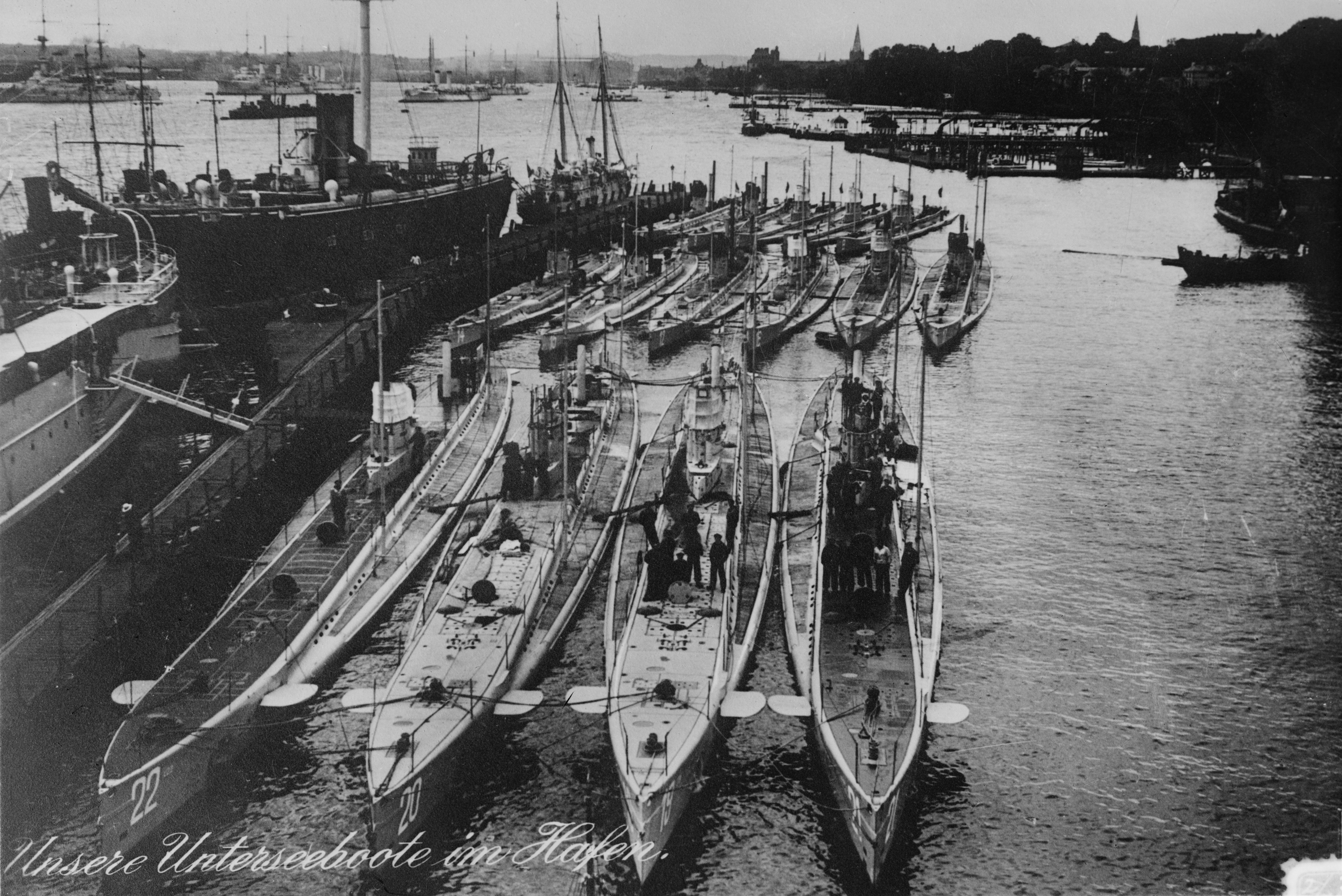
Подводная лодка U-20 (вторая слева) среди аналогичных в гавани Киля

Подводная лодка U-20 была построена по заказу Военно-морского флота Германской империи в 1913 году на судостроительной верфи «Kaiserliche Werft Danzig» в Данциге (ныне Гданьске). Её надводное водоизмещение составляло 650 т, подводное — 837 т. Субмарина несла на борту боекомплект из 6 торпед, расположенных в двух носовых и двух кормовых торпедных аппаратах. U-20 могла погружаться на глубину до 50 м. Крейсерская скорость подводной лодки в надводном положении составляла 15 узлов (28 км/ч), в подводном — 9,5 узла (17,6 км/ч). Дальность похода в экономном режиме в надводном положении, на 8 узлах достигала 15000 км, в подводном положении, двигаясь со скоростью 5 узлов, субмарина могла преодолеть до 150 км без подъёма на поверхность. Экипаж состоял из 4 офицеров и 31 унтер-офицера и матроса.
25 апреля 1915 года командующий третьей флотилией подводного флота Германской империи Герман Бауэр отдал приказ трём субмаринам выдвигаться в территориальные воды Великобритании. U-30 — в пролив Ла-Манш, U-20 и U-27 — в Кельтское море и Бристольский залив. Перед выходом в боевой поход от морского генерального штаба U-20 получила общие директивы:

Ожидается выход крупных войсковых транспортов из Ливерпуля, Бристоля, Дартмута… следовать на позиции вокруг Шотландии возможно быстрее… оставаться на позициях так долго, как позволят запасы топлива и торпед… атаковать транспортные суда, торговые суда, военные корабли.

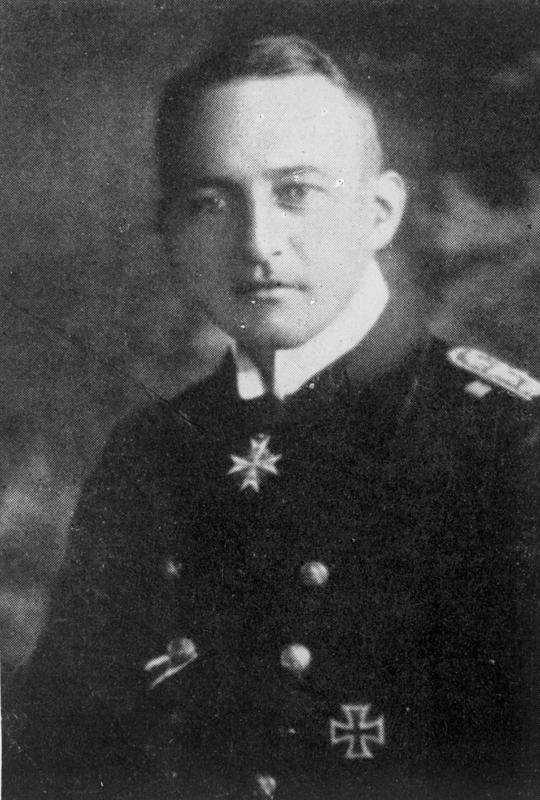
Командир U-20 Вальтер Швигер

30 апреля подводная лодка U-20 под командованием 30-летнего капитан-лейтенанта Вальтера Швигера покинула Боркум и взяла курс на запад. 2 мая она достигла Петерхеда на северо-востоке Шотландии, затем обогнула Шотландию с севера и направилась вдоль западного и южного побережья Ирландии, чтобы с юга войти в Ирландское море.
За передвижением немецких подводных лодок с помощью перехвата радиосообщений и радиопеленгации наблюдало Британское Адмиралтейство. Дешифровкой перехваченных немецких радиограмм занималась Комната 40 — криптографическое подразделение Адмиралтейства. Её деятельность была настолько засекречена, что подразделения разведки, которые отслеживали вражеские суда и отвечали за предупреждение торговых судов, оставались в неведении. С информацией, перехваченной с подлодок, были знакомы только высокопоставленные должностные лица Адмиралтейства.
5 мая U-20 остановила торговую шхуну «Граф Латом». Вальтер Швигер приказал команде покинуть судно в шлюпках и передать на борт субмарины флаг и судовые документы, затем U-20 открыла огонь из пушки и затопила шхуну. 5 мая в 22:30 Королевским военно-морским флотом Великобритании всем судам было передано предупреждение об активности вражеских подводных лодок у южных берегов Ирландии. 6 мая U-20 обстреляла из пушки пароход «Кандидат» компании «Хэррисон Лайн». После того, как с судна эвакуировались все пассажиры и члены экипажа, субмарина выпустила торпеду и затопила его. Затем был атакован британский пароход «Кайо Романо», шедший с Кубы, корабль затонул в нескольких десятках метров от берега. В этот же день U-20 произвела выстрел по пароходу «Арабик», но, так как тот шёл на большой скорости, торпеда не поразила цель. В довершении всего U-20 потопила британский сухогруз «Центурион», и снова, благодаря действиям немецких подводников, обошлось без жертв. Всего в период с 1 по 7 мая, пока «Лузитания» шла из Нью-Йорка, у южных берегов Ирландии германскими подводными лодками было торпедировано 23 судна.

### Южное побережье Ирландии
В 5:00 7 мая «Лузитания», находившаяся в 190 км юго-западнее острова Фастнет Рок (крайней южной точки Ирландии), разошлась с досмотровым судном «Партридж», патрулировавшим прибрежную зону. Утром, сразу после рассвета, когда пароход шёл в 150 км от юго-западной оконечности Ирландии, над морем сгустился туман. Капитан Тёрнер приказал снизить скорость до 18 узлов (33,3 км/ч). Уменьшение хода объяснялось не только ухудшением видимости из-за тумана, но и тем, что капитан рассчитывал подойти к устью Мерси рано утром 8 мая, когда будет прилив, который позволил бы быстро взять на борт лоцмана. К восьми часам утра туман сгустился ещё больше, и скорость лайнера была снижена до 15 узлов (27,7 км/ч). Во избежание столкновения с другим судном «Лузитания» каждые несколько минут подавала гудки. В 11 часов туман рассеялся, наступила ясная погода, и капитан приказал вновь увеличить скорость до 18 узлов. В 11:35 поступило очередное сообщение от Адмиралтейства:

В южной части Ирландского пролива действует подводная лодка. Последний раз замечена в 20 милях к югу от плавучего маяка Конинбег. Дайте «Лузитании» знать об этом.

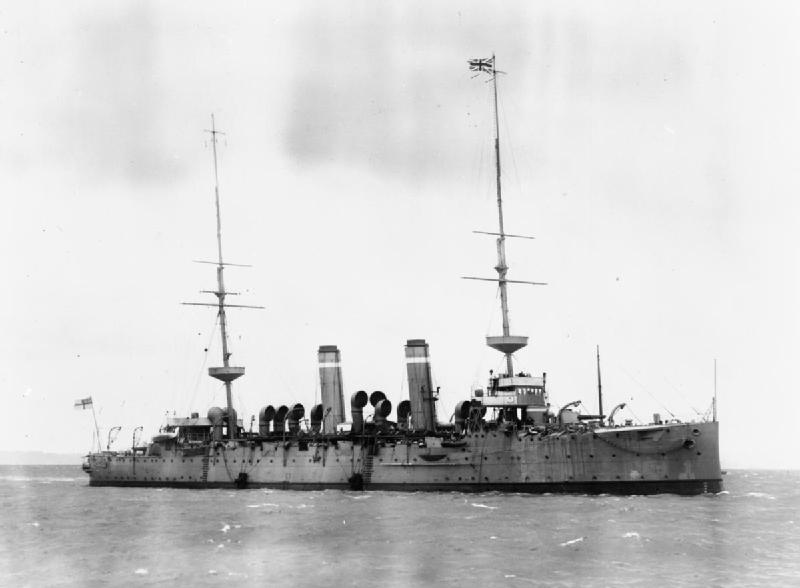
Бронепалубный крейсер HMS Eclipse (1894), однотипный «Джуно»

Тёрнер приказал третьему помощнику Джону Левису проверить надёжность закрытия бортовых иллюминаторов, а главному механику Арчибальду Брайсу — поддерживать в котлах высокое давление, чтобы лайнер мог быстро развить максимальный ход.
В 12:50 над U-20 прошёл бронепалубный крейсер «Джуно». Подводная лодка всплыла на перископную глубину (11 м), после чего попыталась преследовать корабль, однако не смогла атаковать его, поскольку британский крейсер шёл с большой скоростью противолодочным зигзагом. Капитан «Лузитании» Тёрнер вёл лайнер прямолинейным курсом, поскольку считал, что зигзаг надлежит использовать только после обнаружения подводной лодки.
В 12:40 капитану была передана последняя депеша Адмиралтейства. В ней сообщалось, что подводная лодка находится в 5 милях к югу от мыса Клир и направляется на запад. Эти сведения были абсолютно неверными, U-20 не проходила даже близко это место. Оценив ситуацию, основываясь на информации, содержавшейся в телеграммах Адмиралтейства, Тёрнер посчитал, что будет безопаснее идти ближе к берегу. Он изменил курс, взяв на 20° севернее прежнего. В 13:00 показалось побережье Ирландии.
Для патрулирования этого района были выделены несколько крейсеров и эсминцев, 4 вооружённые яхты и 16 вооружённых траулеров, однако ни один из военных или вспомогательных кораблей не сопровождал «Лузитанию». Как правило, при увеличении активности неприятельских субмарин в этих водах Адмиралтейство посылало туда несколько эсминцев. Начальник Морского генерального штаба вице-адмирал Генри Оливер предложил организовать «Лузитании» эскорт из эсминцев, но первый лорд Адмиралтейства Уинстон Черчилль отклонил это предложение, решив ограничиться лишь предупреждениями (частично ошибочными). Крейсеру «Джуно», который первоначально должен был сопровождать «Лузитанию» в Кельтском море, за сутки до предполагаемой встречи было приказано возвращаться в Квинстаун. Следует заметить, что крейсер 1895 года постройки плохо годился в конвоиры. Он развивал скорость до 17 узлов и мог только задержать эскортируемый лайнер, тогда как в военной зоне безопаснее двигаться на большой скорости.
К 7 мая U-20 истратила значительную часть топлива, на борту оставалось две торпеды, и командир принял решение отказаться от продвижения в сторону Ливерпуля. Швигер намеревался задержаться в северной части Кельтского моря и атаковать суда, направлявшиеся в сторону Бристольского залива, затем, когда останется 3/5 запаса топлива, возвращаться на базу, обойдя Ирландию с восточной стороны.

## Хронология крушения

### Атака

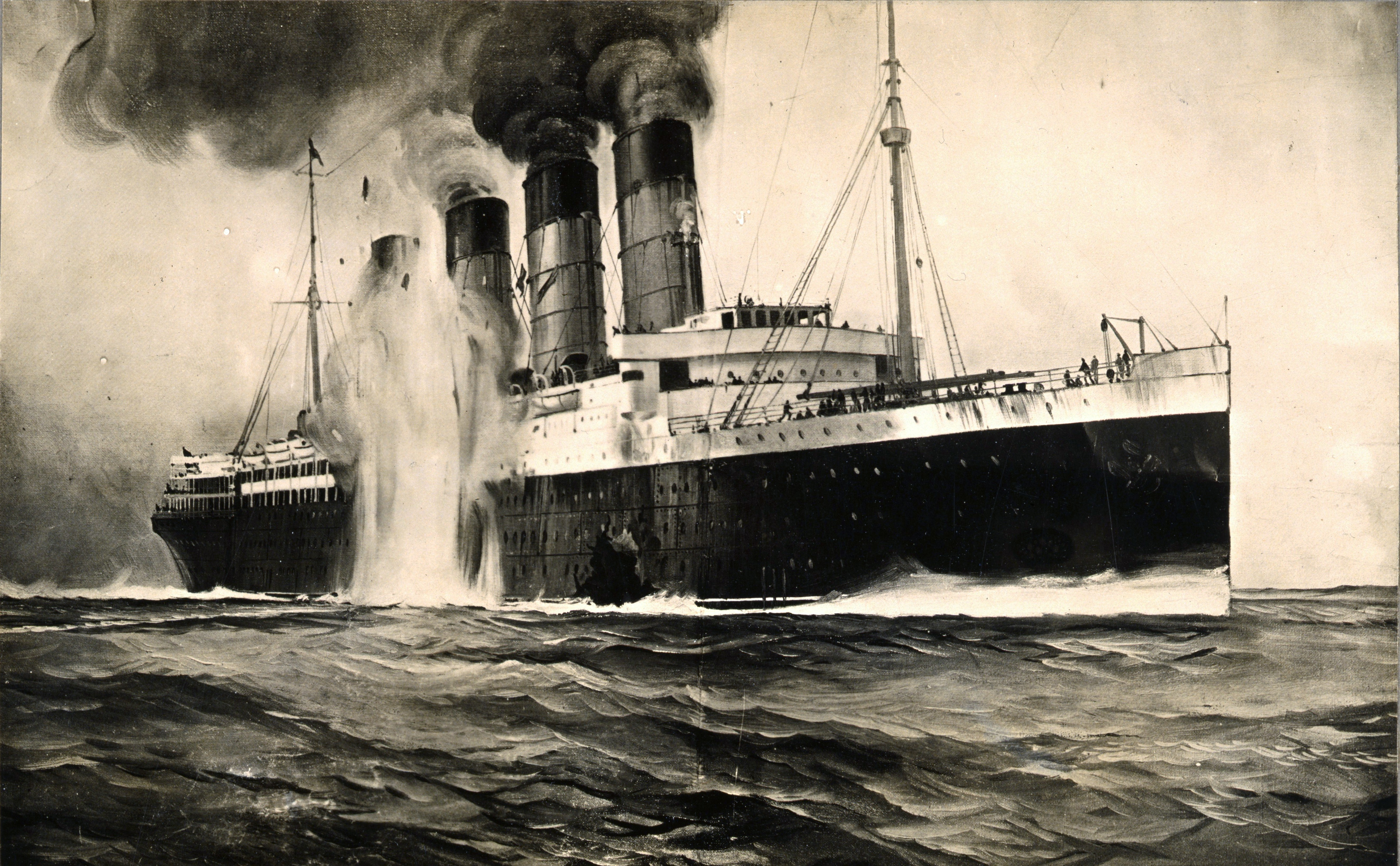
«Лузитания» сразу после торпедной атаки

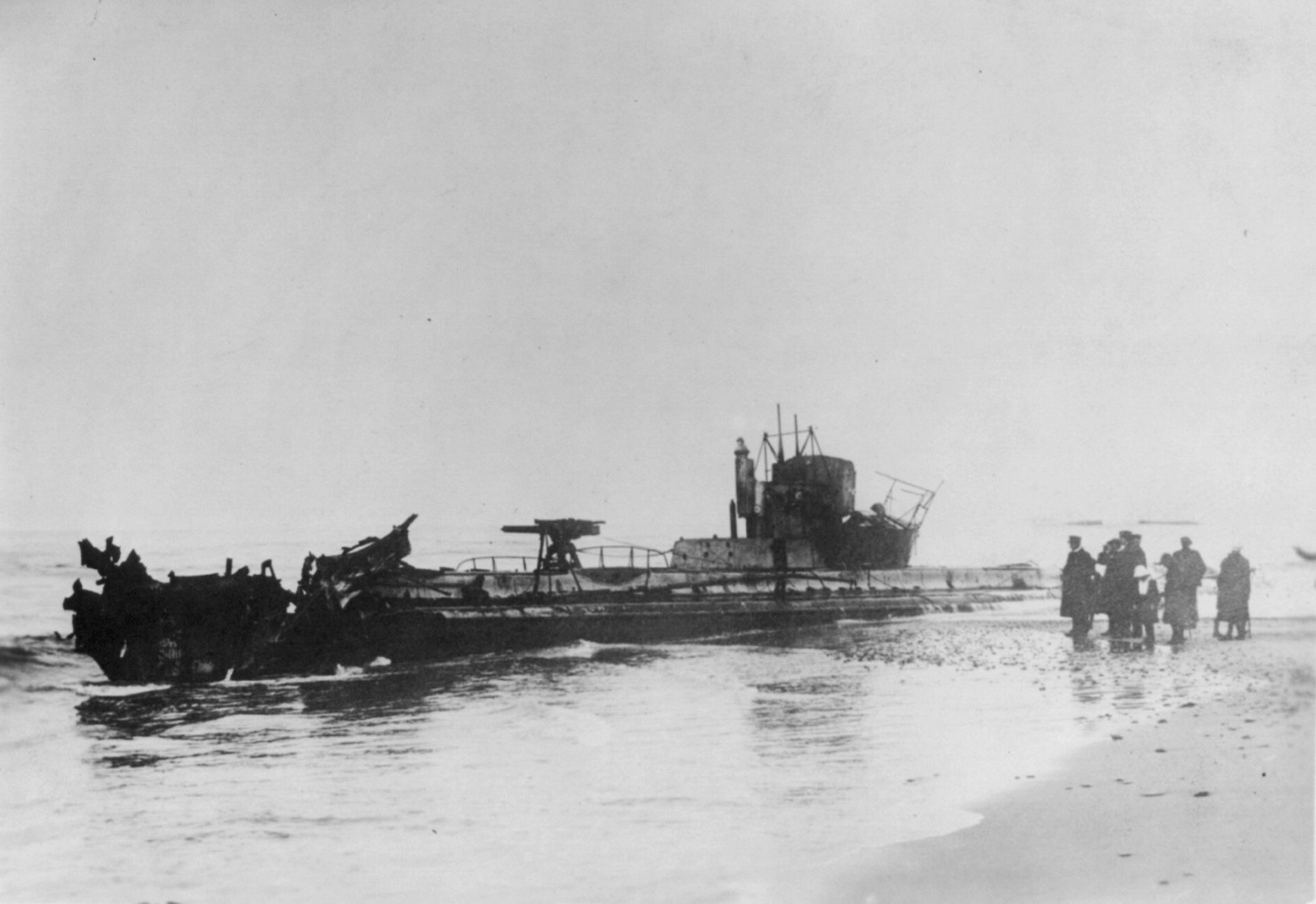
U-20

В 12:45 U-20 всплыла на поверхность. В 13:20 на горизонте показалась «Лузитания», которую на лодке из-за большого количества дымовых труб и мачт поначалу приняли за несколько кораблей. В 13:25 U-20 погрузилась на перископную глубину (11 м) и пошла на перехват лайнера на предельной подводной скорости 9 узлов (16,6 км/ч).
В это время часть пассажиров «Лузитании» заканчивала ланч в обеденных салонах, многие находились в каютах, где укладывали детей на дневной сон или готовились к прибытию в Ливерпуль следующим утром. Большинство же прогуливалось по открытым палубам. В обеденном салоне первого класса играл судовой оркестр.
Лайнеры «Мавритания» и «Лузитания» в Генеральном штабе Германии значились как британские вспомогательные крейсеры. С другой стороны, немецкое посольство и дипломатические миссии обладали всей информацией о том, что «Лузитания», в отличие от «Мавритании», не используется Адмиралтейством и продолжает совершать сугубо гражданские рейсы между Нью-Йорком и Ливерпулем. Неизвестно, были ли проинформированы на этот счёт командиры германских подводных лодок. Есть вероятность, что в момент произведения атаки Швигер попросту не знал о 1262 пассажирах на борту парохода.
Вальтер Швигер стоял в боевой рубке субмарины и в перископ следил за «Лузитанией». Когда расстояние до лайнера составляло 700 м, U-20 поднялась на глубину 3 м. Швигер скомандовал: «Пли!». Торпеда G/6 калибра 500 мм, массой 1092 кг и боевой частью в 160 кг гексанита (смеси из 60 % тротила и 40 % гексанитродифениламина) была выпущена со скоростью 35 узлов под углом встречи 90°. Перед этим первый вахтенный офицер U-20 Шарль Фегеле отказался передать приказ произвести торпедный залп по «Лузитании», за что был посажен под арест.
На борту «Лузитании» пенный след от торпеды заметил баковый вперёдсмотрящий Лесли Мортон. Он в рупор крикнул: «Торпеды идут по правому борту!». Капитан Тёрнер в это время изучал береговую линию, находясь на левом крыле капитанского мостика. Второй помощник Перси Хеффорд, услышав крик Мортона, доложил капитану: «Идёт торпеда, сэр». Через мгновение прогремел взрыв. Торпеда поразила цель в 14:10, спустя 40 секунд после пуска. Она попала в правый борт судна, повредив четвёртый и пятый водонепроницаемые отсеки. Корпус парохода содрогнулся, вверх взлетели обломки корпуса, столб поднятой взрывом воды достиг шлюпочной палубы. Пробоина была, со слов очевидцев, столь огромной, что в неё мог проехать паровоз.
За первым взрывом через несколько секунд последовал второй, более мощный, причины которого до сих пор не выяснены. Согласно одной из версий, Швигер выпустил по «Лузитании» две торпеды, согласно другой, более распространённой, на борту сдетонировали боеприпасы, перевозившиеся в трюме. Британская сторона подтвердила только факт перевозки на «Лузитании» пяти тысяч ящиков с винтовочными патронами. Второй взрыв привёл к бо́льшим повреждениям обшивки. Столб воды, пара, угольной пыли, обломков поднялся выше мачт и затем обрушился на шлюпочную палубу. Очевидцы отмечали, что этот взрыв сопровождался выбросом столба пламени. На несколько секунд кормовая часть лайнера оказалась окутана густым дымом и паром, из-за которого было невозможно дышать. Сам Вальтер Швигер категорически отрицал запуск второй торпеды.

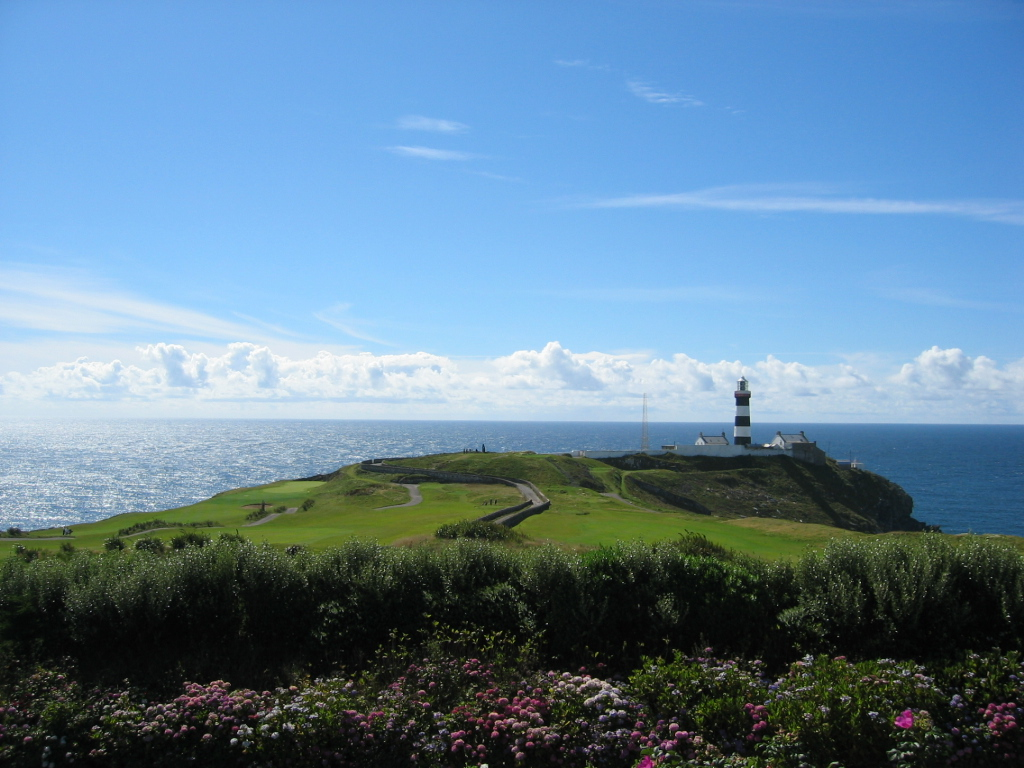
Мыс Кинсейл — ближайшая к месту крушения суша. С маяка было видно гибнущую «Лузитанию»

«Лузитания» продолжала идти со скоростью 18 узлов. Расстояние до берега составляло чуть больше 20 км, и Тёрнер скомандовал поворачивать влево, надеясь посадить лайнер на мель. Руль удалось повернуть на 35° влево, после чего паровой привод отказал из-за того, что взрывами была повреждена паровая магистраль. Тогда Тёрнер при помощи машинных телеграфов отдал команду «Полный назад», но из-за лопнувших паропроводов выполнение этой команды оказалось невозможным. Поскольку давление пара упало с 13 атм до 3,4 атм, турбины замедлили ход, но полностью неуправляемый корабль продолжал идти по инерции. В течение двух минут «Лузитания» приобрела носовой дифферент и крен на правый борт на 15°.
В момент взрыва все люди на борту почувствовали ощутимый толчок. Лёгкие предметы попадали со своих мест. На посетителей обеденного салона первого класса посыпались детали повреждённого стеклянного купола. Коридоры и трапы нижних палуб были задымлены. Большинство пассажиров сразу ринулось на шлюпочную палубу, некоторые вначале забирали в своих каютах личные вещи, там же надевали спасательный жилет. Передвижение по кораблю осложнялось всё более усиливавшимся креном на правый борт. Свои посты в панике покинули группы кочегаров и поваров. Их каюты и рабочие места находились на нижних палубах, которые подверглись наибольшим разрушениям. В момент взрыва внизу погибли десятки пассажиров третьего класса и матросов. Последние имели навыки спуска шлюпок и управления ими.

### Сигнал бедствия
Радист «Лузитании» Роберт Лейт немедленно начал передавать в эфир сигнал SOS с координатами судна:«Срочно идите на помощь! Сильный крен. Находимся в 10 милях к югу от Кинсэйла». Первым на сигнал бедствия откликнулся английский танкер «Наррагансетт», который шёл в 65 км к юго-востоку от «Лузитании». Капитан «Наррагансетта» Чарльз Харвуд приказал изменить курс и самым полным ходом идти на помощь. После «Наррагансетта» приём сигнала SOS подтвердили сухогруз «Этониан» и пассажирское судно «Сити оф Эксетер». Оба корабля находились на удалении порядка 80 км от «Лузитании». Чуть дальше шло греческое судно «Катерина», которое, получив сигнал SOS, также отправилось на помощь. Сигнал бедствия также был получен сигнальными постами на берегу. Информация о крушении была передана контр-адмиралу сэру Чарльзу Коуку, который возглавлял военно-морскую базу в Квинстауне. К месту бедствия вышли четыре буксира и четыре крейсера, в том числе «Джуно», избежавший атаки U-20 несколькими часами ранее. Новость о бедствии в считанные минуты распространилась среди рыбаков и экипажей небольших вспомогательных судов Квинстауна и окрестных рыбацких посёлков, не имевших радиоустановки. Больше десяти небольших рыболовецких судов и катеров отправилось на помощь тонущей «Лузитании». В 14:14 на борту отключилось электричество, но Лейт подключил аварийные аккумуляторы и продолжал работу.

### Затопление

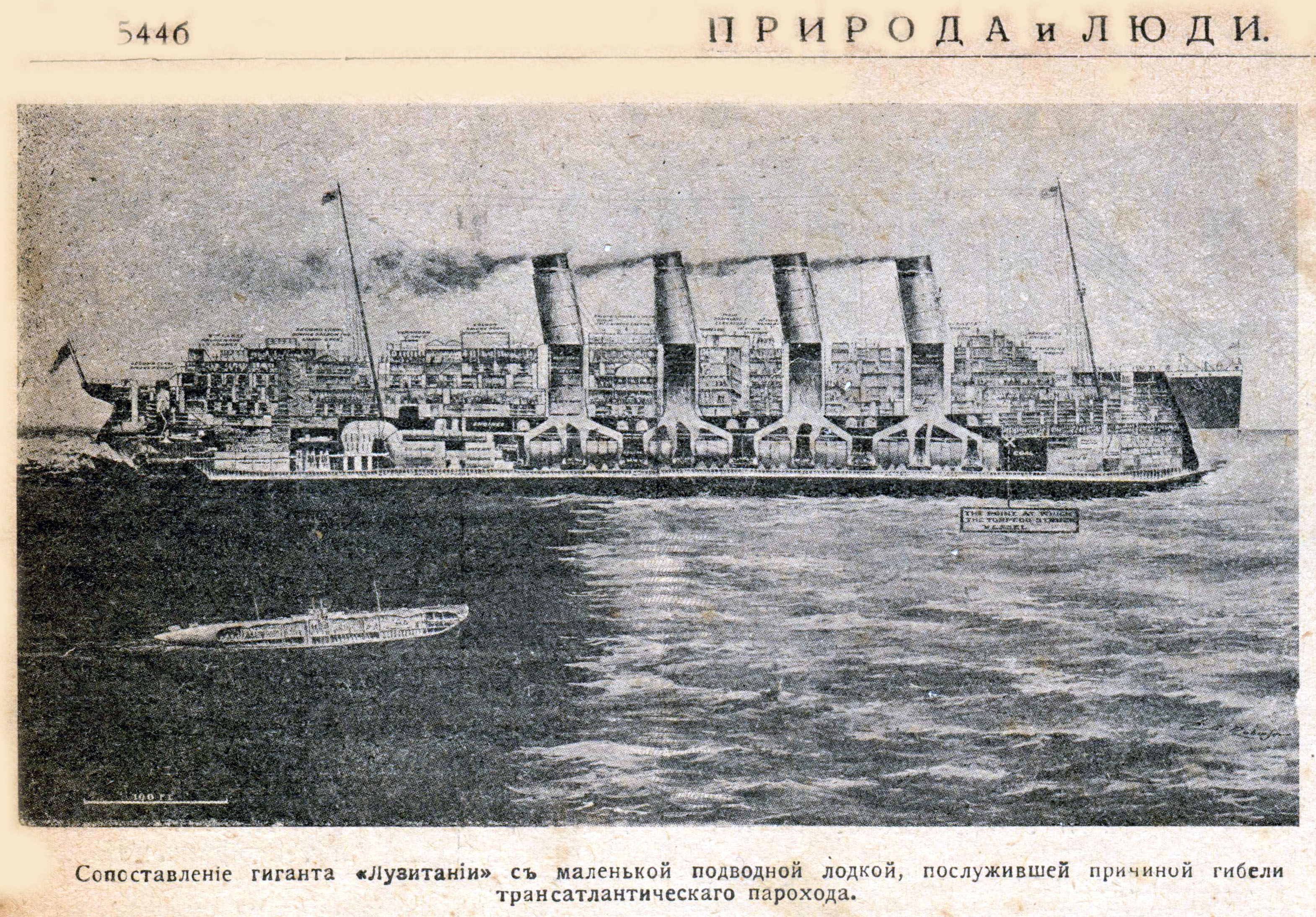
Сопоставление размеров «Лузитании» и U-20 в российском журнале «Природа и люди»

В результате отключения электричества по всему лайнеру погас свет, остановились лифты. Один из лифтов был переполнен людьми в этот момент, и никому не удалось выбраться из него. Капитан отдал приказ покинуть судно. К этому времени «Лузитания» накренилась на правый борт на 20°. Спуск шлюпок стал возможен только в 14:20, когда лайнер достаточно снизил скорость. Многие пассажиры и члены экипажа в панике прыгали за борт, не дожидаясь начала спуска шлюпок. Наклонившийся форштевень образовал вокруг судна сильные водяные завихрения, представлявшие опасность для людей, эвакуировавшихся с борта вплавь. По инерции «Лузитания» прошла 3 км от места атаки. Примерно через 10 минут после взрыва под воду начал уходить полубак. Из-за тридцатиградусного крена зазор между шлюпками на правом борту и корпусом корабля стал очень велик, и для того, чтобы сесть в шлюпку, приходилось делать очень большой шаг. Предпочтение при посадке отдавалось женщинам, детям и женатым мужчинам. Несколько шлюпок перевернулось на талях во время спуска, и все их пассажиры оказались в воде. Две уже спущенные на воду шлюпки не успели отойти от борта и попали под другие спускающиеся шлюпки. Шлюпки, спускавшиеся с левого борта, зацепляли корпус турбохода. Массивные шляпки заклёпок, которыми скреплялись листы обшивки, повреждали борта шлюпок. Тщетно экипажи шлюпок левого борта пытались оттолкнуть тяжёлые лодки от корабля вёслами. Когда крен возрос ещё больше, шлюпки завалились на палубу. По этой причине с левого борта успешно не была спущена ни одна шлюпка. Шлюпка № 14 достигла воды, но на ней оказалась не закрыта донная пробка, и она быстро затонула.
Шлюпки № 9 и 11 были спущены с большим количеством свободных мест, но позже они подобрали людей из воды. Шлюпка № 1 была спущена со второй попытки. Во время первого спуска она перевернулась и её пассажиры выпали за борт. Шлюпки № 13, 15 и 21 были спущены перегружёнными. В ходе эвакуации успешно были спущены всего шесть шлюпок, все с правого борта. Пассажиров на борту охватила паника, некоторые дрались за спасательный жилет. Складные шлюпки были смыты за борт, где помогли многим людям держаться на плаву и дождаться помощи. Капитан U-20 Швигер наблюдал за происходящим с помощью перископа. В 14:25 субмарина покинула место бедствия. Её капитан оставил в вахтенном журнале следующую запись:

Похоже, что судно продержится на плаву совсем немного. Погрузился до 24 м и следую в море. Не мог выпустить вторую торпеду в это скопище людей, пытающихся спастись.
 Капитан Тёрнер оставался на мостике до тех пор, пока вода не выбросила его за борт. При нём были судовой журнал и навигационные карты. В воде он нашёл шезлонг и использовал его как плавсредство.
Бродвейский импресарио Чарльз Фроманн, понимая, что его шансы на спасение ничтожны, сел за рояль в салоне первого класса и до последней минуты играл тему из спектакля «Питер Пэн». Миллионер Альфред Вандербильд, несмотря на то, что не умел плавать, отдал свой спасательный жилет женщине с ребёнком, обрекая себя на гибель.
«Лузитания» легла на правый борт с небольшим дифферентом на нос и в 14:28, спустя 18 минут после атаки, затонула в 19 км от берега.

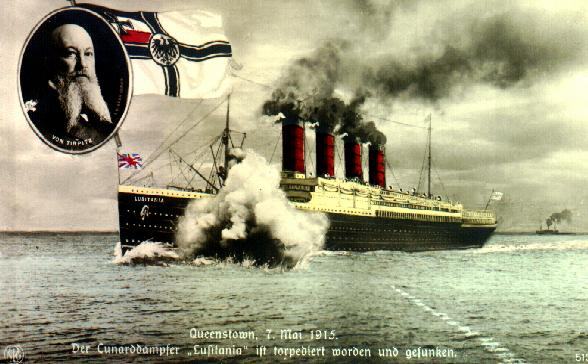
Немецкая иллюстрация атаки «Лузитании»
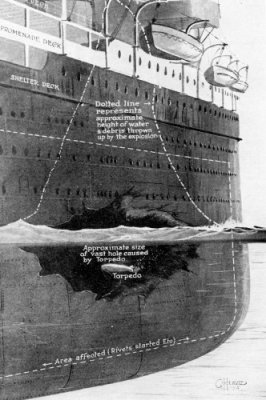
Пробоина в корпусе «Лузитании» после попадания торпеды
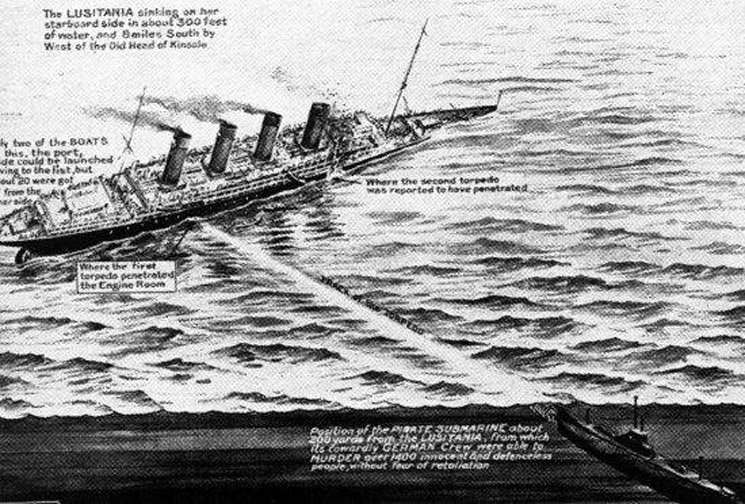
Тонущая «Лузитания» и субмарина U-20
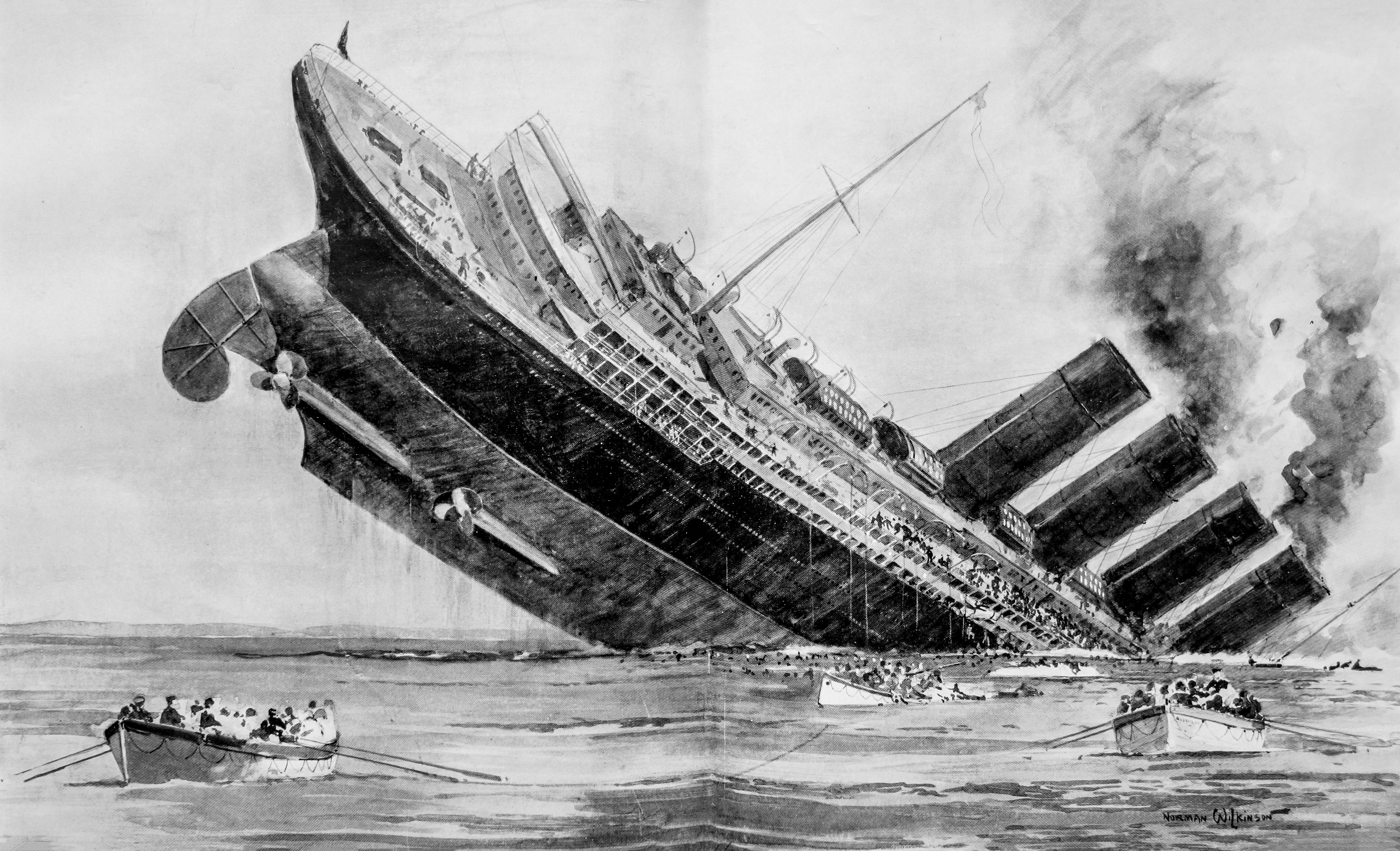
Иллюстрация тонущей «Лузитании» в выпуске газеты «London News» от 15 мая 1915

## Агония

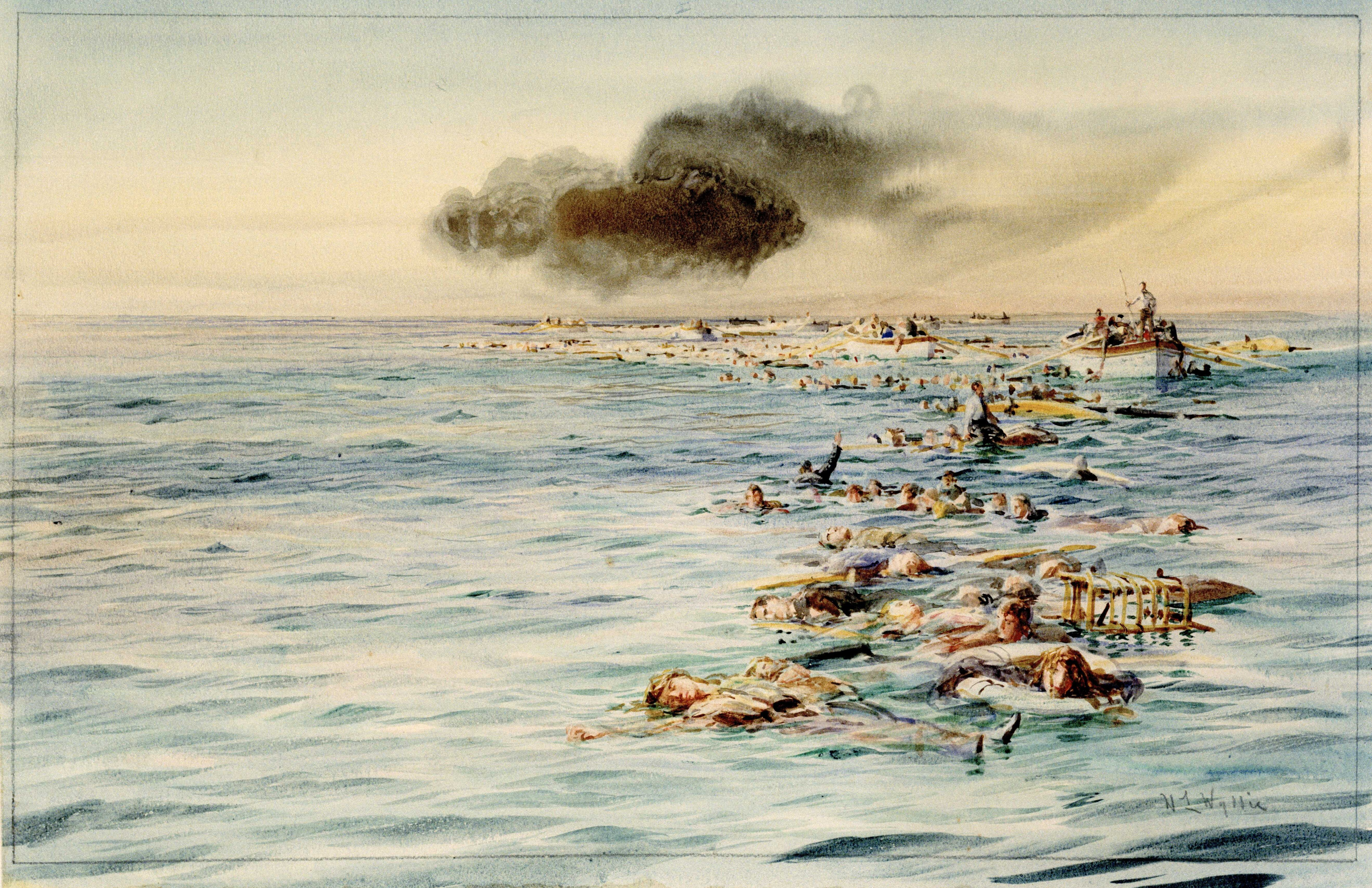
«След „Лузитании“» — картина Уильяма Уайли

По воспоминаниям очевидцев, в последние минуты «Лузитания» уходила под воду c громоподобным рёвом. Глубина моря в месте катастрофы составляет 93 м, что почти втрое меньше длины «Лузитании», и когда она коснулась носом грунта, корма ещё высилась над водой. Как только корабль окончательно ушёл под воду, образовалась водяная воронка, затягивавшая людей на большую глубину. Роберт Тимменс вспоминал, что, прежде чем всплыть на поверхность, ему пришлось сделать 31 гребок. Маргарет Гвайер потоки воды затянули в дымовую трубу, но вырвавшийся изнутри воздух буквально «выстрелил» её на поверхность, и она спаслась. 20-метровые трубы обрушились, уже находясь под водой.
Сотни человек остались плавать на поверхности воды среди большого количества обломков и различных предметов: деревянных досок, балок, кресел, ящиков, бочек, корзин. Кроме того, многие получили различные травмы во время затопления лайнера. Температура морской воды составляла 11 °С. При наличии индивидуальных спасательных средств человек может продержаться в ней более 3 часов. Однако в суматохе и панике далеко не все надели спасательные жилеты, поэтому оказавшиеся в воде люди зачастую боролись друг с другом за любое плавсредство, чтобы не утонуть. Грэйс Фрэнч удержалась на плаву, взобравшись поверх трупа тучного мужчины. Некоторые в истерике кричали про то, что немцы будут расстреливать выживших из пулемётов. Кто-то дважды выкрикивал о якобы идущих на помощь судах. Оставшийся внутри «Лузитании» воздух продолжал выходить, и, когда она уже легла на дно, на поверхность воды поднимались огромные воздушные пузыри. Смытые за борт складные шлюпки с деревянным днищем и парусиновыми бортами плавали в сложенном состоянии, и людям приходилось в воде устанавливать борта. На складных шлюпках спаслось несколько десятков человек.

## Поисково-спасательная операция

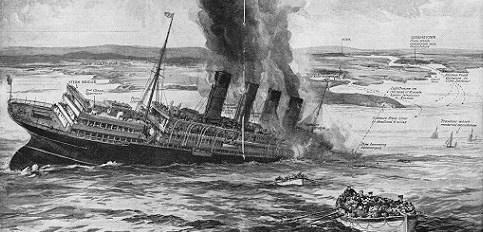
Иллюстрация терпящей бедствие «Лузитании» в британской газете «Сфера». На заднем плане изображены лодки ирландских рыбаков, спешащих на помощь

Пароход «Наррагансетт», вызванный по радиотелеграфу, шёл к «Лузитании» полным ходом. В 15:45, когда до места крушения оставалось пройти чуть больше 20 км, первый помощник капитана Джон Леттс заметил слева по корме перископ субмарины U-20. Вальтер Швигер, приняв «Наррагансетт» за сухогруз компании «Кунард Лайн», выпустил по нему последнюю торпеду. Капитан «Наррагансетта» Чарльз Харвуд приказал положить руль на борт. Торпеда прошла вдоль кормы, не задев корпуса. Харвуд тут же решил, что сигнал бедствия «Лузитании» был передан немцами, чтобы заманить судно в ловушку. Он скомандовал «Лево руля» и приказал идти зигзагообразным курсом прочь от места гибели «Лузитании».
Артур Макрори, командир крейсера «Джуно», первого приблизившегося к месту крушения, получил от береговой сигнальной станции радиограмму, в которой сообщалось, что «Лузитания» затонула, а выживших подберут другие суда, поэтому в помощи «Джуно» нет нужды. Около 15:00 вернуться «Джуно» в порт приказал адмирал Фишер, который неверно интерпретировал поступавшую информацию. Дело в том, что возглавлявший военно-морскую базу Чарльз Коук направил донесение в Адмиралтейство, в котором доложил, что к спасению тонущих людей привлечены все суда Квинстауна. Фишер, посчитав, что спасательная операция уже ведётся, решил отозвать крейсер назад. Почти достигнув места катастрофы, крейсер развернулся, подобрав из воды лишь пятерых человек. Остальные крейсеры, вышедшие из Квинстауна вслед за «Джуно», также взяв на борт незначительное количество потерпевших, поспешно возвращались обратно в порт.
Около 17:00 к месту бедствия приблизились суда «Этониан» и «Сити оф Эксетер». Капитан «Этониана» Вуд заметил прямо по курсу перископ маневрирующей между его сухогрузом и «Сити оф Эксетер» подводной лодки. После того, как субмарина скрылась, Вуд приказал максимально увеличить ход. Спустя некоторое время эта же субмарина поднялась на поверхность за кормой «Этониана». Спустя несколько минут с «Этониана» была замечена ещё одна подводная лодка, идущая в надводном положении справа по носу. Экипажи «Сити оф Эксетер» и «Этониан» решили, что спасение «Лузитании» в опасной зоне — дело военно-морского флота, и, находясь уже в пределах видимости утопающих людей, отвернули на запад.
На помощь людям около 16:30-17:00 пришли небольшие рыболовецкие и вспомогательные суда. Людей снимали со шлюпок и вытаскивали из воды траулеры «Пил-12», «Джулия», буксир «Стормкок» и более десятка других. Капитана Уильяма Тёрнера спустя три часа после крушения подобрал пароход «Блюбелл». Матрос заметил вдали блеск галунных полосок на его рукавах. Тёрнера подняли с плавающего шезлонга в бессознательном состоянии. На борту он пришёл в себя, одна из спасённых пассажирок, мать утонувшего на её глазах ребёнка, начала обвинять его в отсутствии организованности и дисциплины на борту «Лузитании». Подавленный Тёрнер ничего ей не ответил. Единственным относительно крупным судном, прибывшим на помощь, был греческий пароход «Катерина», капитан которого принял решение участвовать в операции по спасению выживших, несмотря на угрозу новой торпедной атаки. Все суда со спасёнными на борту вечером прибыли в Квинстаун.

## Квинстаун

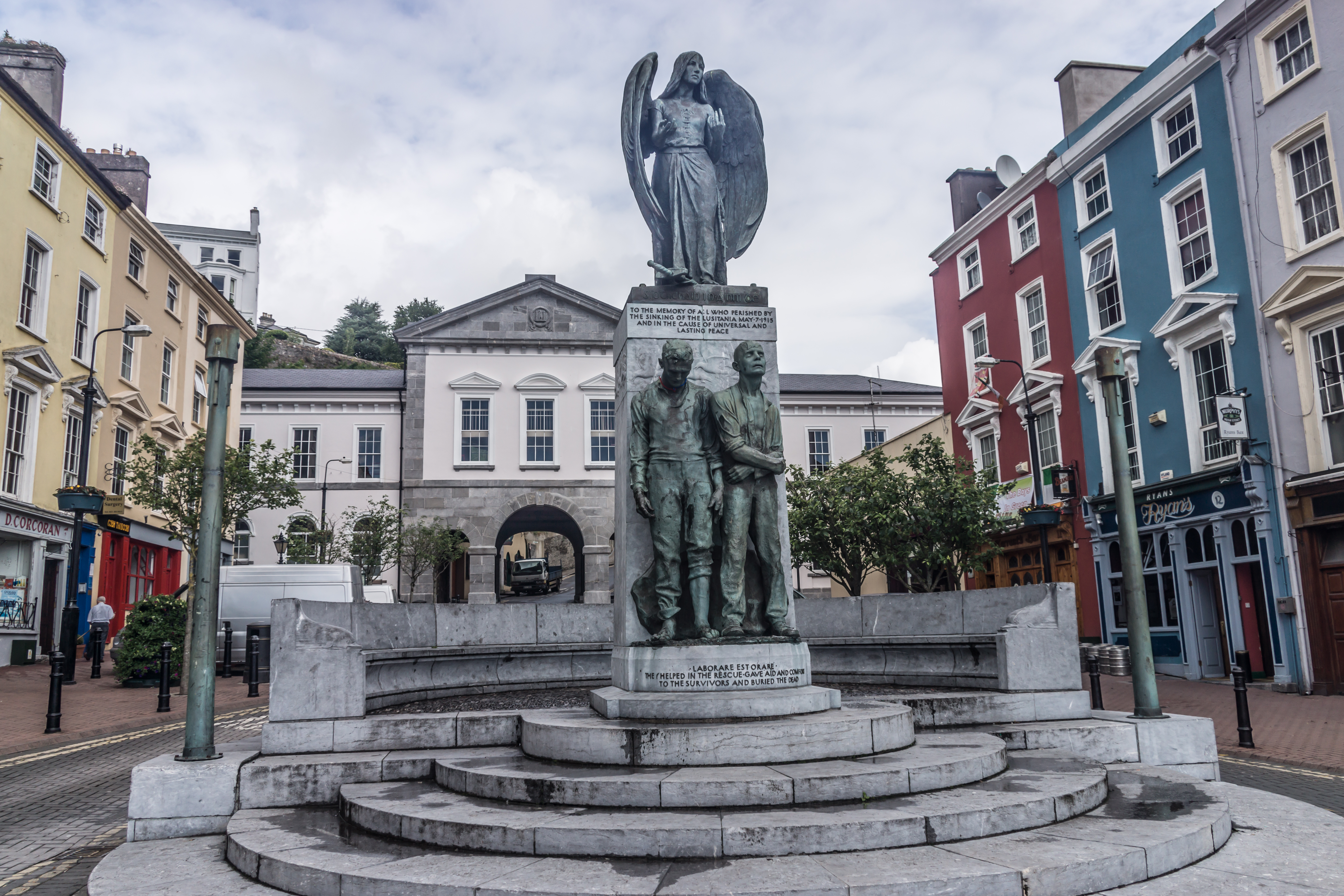
Мемориал в центре Кова в память о гибели «Лузитании»

Для выживших в крушении компания «Кунард лайн» зарезервировала комнаты в отелях «Куинз», «Роб Рой» и других. Из-за недостатка свободных мест в гостиницах Квинстауна (ныне Кова) пострадавших заселяли зачастую по пять человек в номер. Капитана Тёрнера в Квинстауне приютил местный банкир. Раненых приняли городские больницы. Незамедлительно начался процесс составления списков спасённых. «Кунард Лайн» обязалась оплачивать все счета пострадавших за одежду, которой многие почти полностью лишились. В Квинстаун доставили и часть тел погибших. Местный морг не справлялся с нагрузкой, поэтому тела были сложены на улице (внутрь здания были помещены в основном обезображенные трупы). На следующий день весь город и прилежащие деревни были обклеены объявлениями о пропаже людей на «Лузитании», одно из них такого содержания:

"Лузитания — исчезнувший ребёнок. Пропала пятнадцатимесячная девочка с очень красивыми курчавыми волосами и румяным личиком. В белой шерстяной вязаной кофточке и таких же чулочках. Пытается говорить и ходить. Имя Бетти Брететрон. Любую информацию просьба направлять мисс Браун, отель «Куинз», Квинстаун.
Некоторые пассажиры самостоятельно отправлялись на поиски родных и близких, они опрашивали жителей приморских деревень, просматривали мелководные бухты в надежде найти хоть какие-то свидетельства о своих родственниках и друзьях. 8 мая из Квинстауна с пассажирами «Лузитании» отправились первые поезда к восточному побережью Ирландии, откуда шли паромы на Ливерпуль.
В последующие несколько дней к берегу в разных местах море приносило тела жертв крушения, группами и поодиночке. В первые дни после катастрофы «Кунард Лайн» предлагала местным рыбакам денежное вознаграждение за вылов плававших тел. В общей сложности было найдено 289 тел, личности 65 не удалось установить. 10 мая в Квинстауне состоялись похороны основной части погибших при крушении «Лузитании». Каждый гроб был накрыт флагом Британской империи. Неопознанные жертвы были захоронены в одной братской могиле на церковном кладбище Квинстауна. Затем состоялось объединённое протестантско-католическое богослужение. Небольшая часть тел, по инициативе родственников, была переправлена на родину — в города США и Европы.

## Состав погибших и выживших
Жертвами крушения стали 1197 человек, включая 287 женщин и 94 ребёнка, из которых 35 — младенцы возрастом до года. Катастрофа унесла жизни граждан 18 стран. С «Лузитании» спаслось менее 40 % находившихся на её борту. Всего на судне погибло 178 (из 290) пассажиров первого класса, 374 (из 601) пассажира второго класса, 239 (из 371) пассажиров третьего класса, 403 (из 698) члена экипажа. Доля спасшихся среди пассажиров всех трёх классов и членов экипажа примерно одинакова. Всего в катастрофе выжило 763 человека.
| Гражданство        | Всего | 1-й класс | 2-й класс | 3-й класс | Экипаж |
| ------------------ | ----- | --------- | --------- | --------- | ------ |
| Британская империя | 984   | 97        | 328       | 166       | 393    |
| США                | 128   | 71        | 42        | 15        | -      |
| Российская империя | 43    | -         | -         | 43        | -      |
| Персия             | 9     | -         | -         | 9         | -      |
| Швеция             | 5     | 2         | -         | 3         | -      |
| Германская империя | 4     | ?         | ?         | ?         | 1      |
| Греция             | 4     | 2         | -         | 2         | -      |
| Бельгия            | 3     | 1         | 2         | -         | -      |
| Франция            | 3     | 2         | -         | -         | 1      |
| Дания              | 2     | 1         | -         | -         | 1      |
| Мексика            | 2     | 1         | -         | 1         | -      |
| Нидерланды         | 2     | -         | -         | -         | 2      |
| Норвегия           | 2     | -         | -         | -         | 2      |
| Швейцария          | 2     | 1         | -         | -         | 1      |
| Аргентина          | 1     | -         | 1         | -         | -      |
| Бразилия           | 1     | -         | -         | -         | 1      |
| Испания            | 1     | -         | -         | -         | 1      |
| Италия             | 1     | -         | 1         | -         | -      |
| Всего              | 1197  | 178       | 374       | 239       | 403    |

## Международная реакция

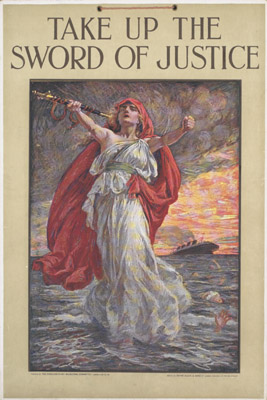
«Обнажи меч правосудия» — британский пропагандистский плакат с изображением тонущей «Лузитании» на заднем плане

В 15:30 7 мая Лондон официально подтвердил информацию об атаке на «Лузитанию». Представители посольства Германской империи в США медлили с заявлениями, ожидая депеши из Берлина. Советник посольства Трахенберг фон Хатцфельдт заявил только: «Они не хотели никого убивать». Атака на «Лузитанию» была резко осуждена главами Османской и Австро-Венгерской империй, являвшихся союзниками Германии в Первой мировой войне. Экс-президент США Теодор Рузвельт сравнил действия германского флота с «пиратством, превосходящим по масштабам любое убийство, когда-либо совершавшееся в старые пиратские времена»; он также призвал к действиям во имя поддержания национального достоинства. Действовавшее руководство США во главе с президентом Вудро Вильсоном воздержалось от поспешных заявлений.

### В Великобритании
Новость о потоплении «Лузитании» стала активно использоваться Великобританией и другими странами Антанты в пропагандистских целях. Черчилль цинично писал: «Несмотря на весь ужас произошедшего, мы должны рассматривать гибель „Лузитании“ как важнейшее и благоприятное для стран Антанты событие…. Бедные дети, которые погибли в океане, ударили по германскому режиму беспощаднее, чем, возможно, 100 тысяч жертв». Британское Адмиралтейство сразу выдвинуло свою версию второго взрыва, согласно которой Вальтер Швигер, не удовлетворившись результатами атаки, прошёл под лайнером и выпустил вторую торпеду по левому борту. Интервал между взрывами указывался в несколько минут. По всей Британии были расклеены листовки с описанием «варварской жестокости немцев».
После окончания войны Великобританией и её союзниками потопление «Лузитании» было внесено в перечень военных преступлений. Командир U-20 Вальтер Швигер до этого времени не дожил, он погиб в 1917 году, когда подводная лодка U-88, находившаяся под его командованием, подорвалась на двух якорных минах у побережья Дании.

### В Германии
8 мая официальный представитель правительства Германии в США Бернхард Дернбург, выступая в Кливленде, заявил, что причиной торпедирования «Лузитании» послужила контрабанда на её борту боеприпасов. Германское военное командование расценило лайнер как вспомогательный крейсер. Он отметил, что Германия в соответствии с Гаагскими конвенциями и декларациями о законах и обычаях войны имела право на уничтожение судна вне зависимости от присутствия на его борту гражданских лиц, так как акватория Кельтского моря с 18 февраля официально объявлена военной зоной. Это, по его словам, снимало с Германии ответственность за гибель мирных граждан, включая 128 американцев.
9 мая правительство Германской империи выпустило официальное сообщение о потоплении парохода: «Лайнер компании „Кунард Лайн“ „Лузитания“ 7 мая был торпедирован немецкой подводной лодкой, в результате чего затонул». В уведомлении говорилось, что на борту «Лузитании», которая «до недавнего времени являлась английским торговым пароходом», перевозилось большое количество материалов военного назначения. 10 мая, когда в Квинстауне шли похороны основной части жертв катастрофы, папа римский Бенедикт XV отправил кайзеру Германии Вильгельму II телеграмму, в которой высказал свои сожаления по поводу его бесчеловечных методов.
Дадли Мэлоун, представитель налоговой службы морского порта Нью-Йорка, опроверг заявление германского правительства о якобы перевозившихся на борту «Лузитании» боеприпасах. Он заявил, что грузы перед отправлением были проверены, оружия в их числе не оказалось. Мэлоун добавил, что ни одно торговое судно не сможет взять на борт в гражданском порту оружие. Заместитель управляющего директора компании «Кунард Лайн» Херман Уинтер тоже отверг обвинения в контрабанде боеприпасов. Однако он подтвердил факт перевозки на «Лузитании» 4200 ящиков с патронами для стрелкового оружия, не подпадавших под классификацию боеприпасов. Транспортировка патронов через океан осуществлялась «Кунард Лайн» на протяжении нескольких лет. По его словам, власти США не допустили бы отправку на борту пассажирского лайнера грузов, отнесённых военным ведомством к боеприпасам. По американским законам на пассажирских судах запрещалось перевозить любые взрывоопасные вещества, угрожающие здоровью, жизни пассажиров и безопасности судна.

### В США
10 мая в Филадельфии по поводу атаки высказался президент США Вудро Вильсон. Он призвал не допускать эскалации конфликта, заявив, в частности: «Есть люди, слишком гордые, чтобы драться; есть нации, которые чувствуют себя слишком правыми, чтобы доказывать силой свою правоту». Во втором обращении 13 мая президент Вильсон категорически не согласился с немецкой стороной, настаивавшей на недопустимости морской блокады Германии со стороны Англии, и назвал атаку жестоким и беспощадным нападением на гражданских лиц. Государственный секретарь США Уильям Брайан, выдвинувший план разрешения международного конфликта через арбитраж, выступил с критикой чересчур провокационной речи президента в адрес правительства Германии, за что был отправлен Вильсоном в отставку.
13 мая администрация президента Соединённых Штатов вручила германскому послу Иоганну Бернсдорфу ноту, в которой резко осуждалось «ничем не спровоцированное жестокое нападение на гражданское безоружное судно, повлёкшее за собой огромные человеческие жертвы», а также содержались требования отказаться от таких действий впредь и дать заверение, что в будущем атаки на невооружённые торговые суда без предупреждения производиться не будут. В личном ответном письме Вильсону кайзер Вильгельм II принёс соболезнования американскому народу и семьям погибших на «Лузитании» американцев. При этом он ещё раз отметил, что «Лузитания» являлась вспомогательным крейсером британского флота, то есть комбатантом.
21 мая Белый дом уведомил Германию о том, что любая последующая атака на судно будет расценена Соединёнными Штатами как «осознанно недружественный шаг».

## Освещение в СМИ

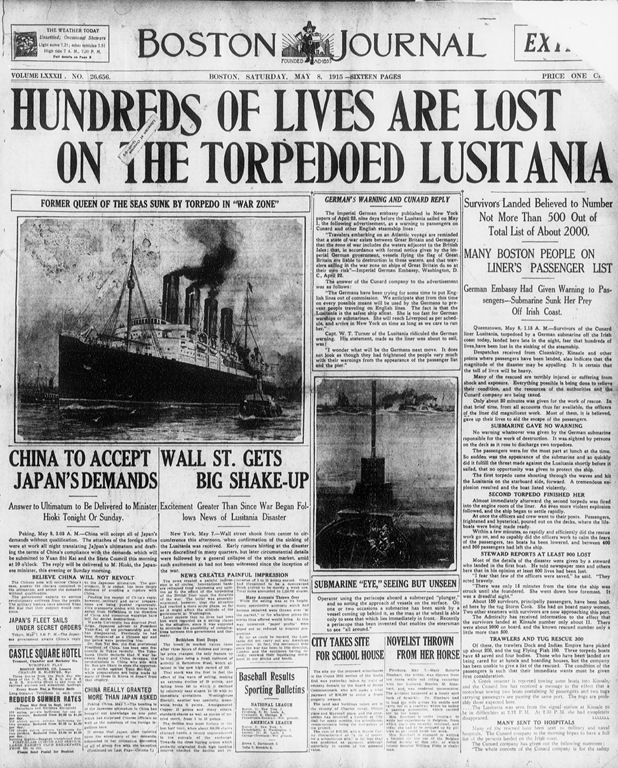
Выпуск «Boston Journal» от 8 мая 1915 с заголовком «Сотни жизней унесены на торпедированной Лузитании»

Новость о торпедировании «Лузитании» в первый же день занимала первые полосы газет. В немецкой прессе давалась неоднозначная оценка произошедшему. Издание «Kölnische Volkszeitung» назвало потопление очередным подвигом немецкого флота, успехом, поднявшим моральный дух. Авторы статьи утверждали, что атаковав британский пароход с пассажирами в пределах военной зоны, Германия поступила более гуманно по сравнению с англичанами, которые «жаждут голодной смерти всего немецкого народа». «Необычайным успехом» назвала торпедирование «Frankfurter Zeitung». В газете «Форвертс» было высказано сожаление по поводу гибели лайнера. Еженедельник «Berliner Tageblatt» опубликовал статью капитана Персиуса, в которой он критиковал действия военно-морского флота Германии.
В американской и британской прессе командир U-20 Швигер был назван военным преступником. Денверская «Rocky Mountain News» заявила: «Сегодня человечество против того, чтобы такие вещи могли быть возможны в двадцатом столетии». В газете «San Francisco Chronicle» предлагалось пересмотреть систему обороны США, обращая внимание на то, что «германские подводные лодки низводят дредноуты до стадии железного хлама». Еженедельник «The Nation» писал: «Торпеда, потопившая „Лузитанию“, ещё и опустила Германию в глазах человечества». Во многих изданиях печатались карикатуры на политиков. Например, в газете «The Sun» кайзер Вильгельм был изображён надевающим медаль на шею бешеной собаки на фоне флага с надписью «Лузитания», исчезающего в водной пучине. «North American» представила Гогенцоллерна в виде монстра топящего женщину. Журнал «World» опубликовал карикатуру, изображающую ухмыляющегося кайзера среди погибших детей, задающих ему вопрос: «Но почему ты убил нас?».

## Реакция общественности

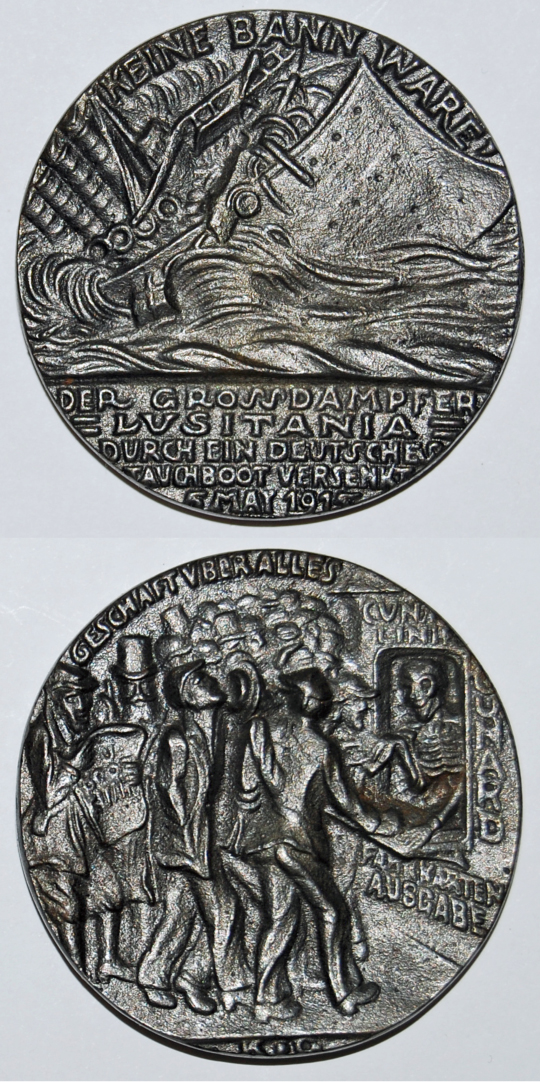
Немецкая пропагандистская медаль (британская копия)

Офисы компании «Кунард Лайн» в Ливерпуле, Лондоне, Нью-Йорке сразу после получения известия о потоплении «Лузитании» стали осаждаться родственниками пассажиров и членов экипажа, репортёрами и журналистами. Люди заполоняли улицы в ожидании новостей о «Лузитании» и появления первых списков спасённых.
После катастрофы в ряде городов Великобритании и Канады начались антигерманские погромы. В канадском городе Виктория толпа разгромила немецкий клуб «Дойчес Ферайн», вандалы выбили стёкла, вынесли и разбили мебель. Затем неистовство толпы распространилось на пивоваренный завод, немецкую гостиницу и другие заведения, которыми владели немцы. В Ливерпуле разгневанные горожане били стёкла в каждой немецкой или носящей немецкое название лавке. Полиция не могла справиться с натиском погромщиков. В Лондоне владельцы одного из магазинов, опасаясь погромов агрессивно настроенной толпы, написали на входе «Мы русские».
В августе 1915 года немецким медальером из Мюнхена Карлом Гёцем была создана серия сатирических медалей, посвящённых крушению «Лузитании». На аверсе под девизом «Нет контрабанде!» (нем. Keine Bannware!) было помещено изображение тонущего лайнера с аэропланом и множеством артиллерийских орудий на баке, на реверсе — очередь людей в кассу «Кунард Лайн», к скелету, олицетворяющему смерть. Над кассой написано «Бизнес превыше всего» (нем. Geschäft Über Alles!). Серия памятных медалей носила исключительно пропагандистский характер. Таким образом руководство Германской империи попыталось повлиять на общественное мнение, распространить среди германской общественности представление о справедливости своих действий и отвести от себя обвинения в преступлении против человечности.
Министерство иностранных дел Великобритании, заполучив дубликаты медалей, передало фотографии в редакцию «The New York Times». 16 мая 1916 года снимки были опубликованы, в пояснении сообщалось, что это якобы медали, которыми был награждён экипаж U-20 после торпедирования «Лузитании». Публикация вызвала сильный шок и негодование среди американской общественности. Чтобы усилить антигерманские настроения в британском обществе, член отдела по иностранной пропаганде министерства иностранных дел Томас Ньютон поручил отчеканить копии германской медали и продавать их за шиллинг за штуку c пропагандистской листовкой, в которой указывалось, что данная медаль выпущена в Германии в напоминание о крушении «Лузитании», также в ней сообщалось, что выгравированная на медали дата 5 мая (на самом деле, ошибка Гёца) свидетельствует о запланированном преднамеренном торпедировании «Лузитании». Всего было продано 250 тыс. дубликатов, вырученные деньги пошли на содержание солдат и моряков, лишившихся на войне зрения. В отличие от оригинальных медалей, которые изготовлялись из бронзы, британские дубликаты были сделаны из низкокачественного железа.
Заметив ошибку в дате, Карл Гёц выпустил исправленную серию медалей. Правительство Баварии было обеспокоено нарастанием германофобии в мире в связи с широким распространением работы Гёца. В апреле 1917 года медали были конфискованы. После войны Гёц выразил сожаление, что его работа стала причиной ксенофобии.

## Судебное разбирательство

### В Великобритании

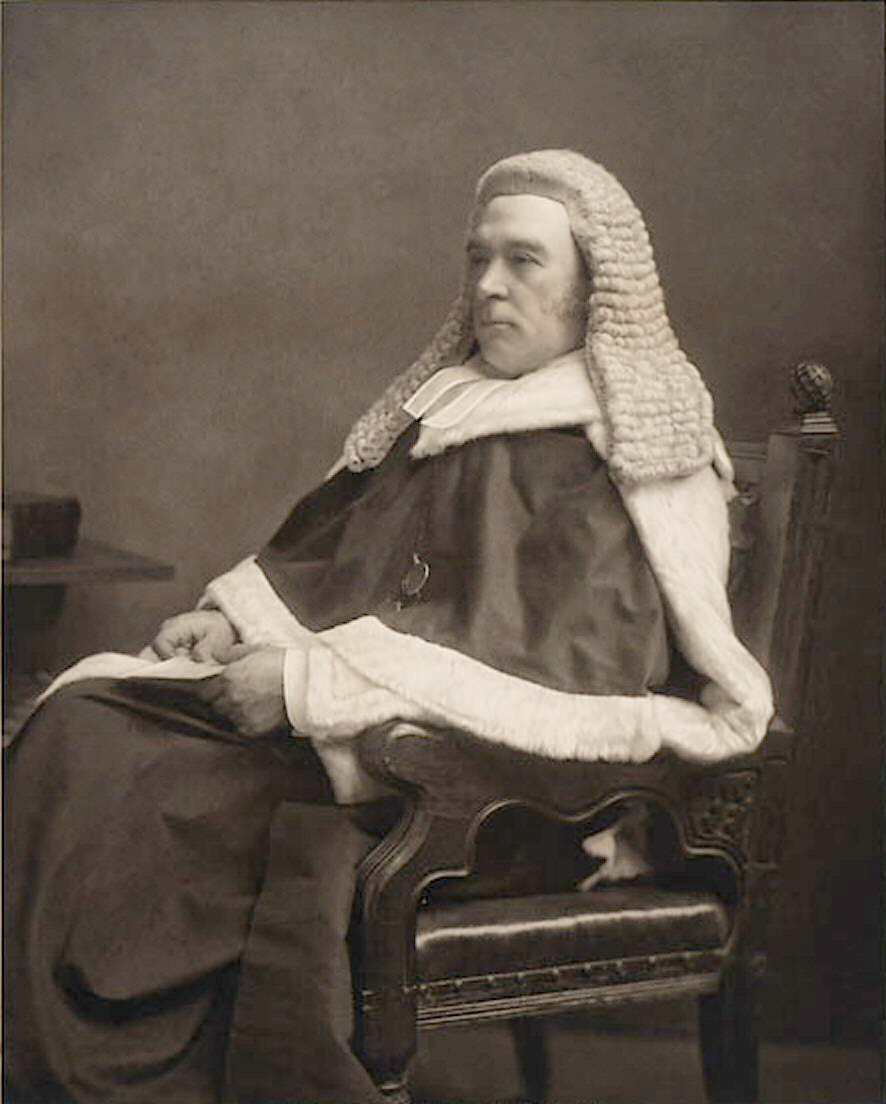
Джон Бигман

На следующий день после катастрофы Джон Хоган, следователь ирландского города Кинсейл, расположенного ближе всех к месту трагедии, начал проводить расследование гибели двух мужчин и трёх женщин, тела которых были доставлены в город на небольшом судне.
10 мая капитан Тёрнер дал первые показания. Он заявил, что «Лузитания» была атакована одной торпедой, попавшей между третьей и четвёртой трубами. Тёрнер признал, что получал предупреждения о подводных лодках, выполняя при этом указания Адмиралтейства, но не был проинформирован о гибели 5 мая шхуны «Граф Латом».
10 июня, за пять дней до начала главного расследования, были внесены поправки в закон «О защите королевства». Изменения касались обнародования информации о боеприпасах. Отныне запрещалось собирать и публиковать в любых целях данные о типах, назначении и перевозках военных материалов. До этого существовала ответственность только за сбор аналогичной информации в интересах врага. Из-за новых поправок в закон в ходе следствия не поднимался вопрос о грузе парохода. Лишь раз были упомянуты патроны в трюме. По заключению Джона Бигмана, 5000 ящиков с винтовочными патронами хранились в 90 м от места попадания торпеды, находившегося в районе третьей трубы.
Официальное расследование причин катастрофы началось 15 июня. Слушания, проходившие в Центральном Вестминстерском зале в Лондоне, возглавил судья Джон Бигман, расследовавший в 1912 году крушение «Титаника». В качестве судебных экспертов выступали адмирал Фредерик Самуэль Инглфилд, лейтенант Хирн и два капитана торгового флота Д. Дэвис и Дж. Спеддинг. Интересы компании «Кунард Лайн» на суде отстаивал адвокат Батлер Аспинолл, ранее представлявший Министерство торговли Великобритании на слушаниях по делу о гибели «Титаника». В расследовании принимал участие генеральный прокурор Англии и Уэльса Эдвард Карсон. На заседание для дачи показаний были вызваны 36 свидетелей. Слушания 15 и 18 июня проходили за закрытыми дверями, на них были рассмотрены материалы, касающиеся хода последнего рейса «Лузитании».
Первые показания давали члены экипажа. Примечательно, что все 289 спасшихся членов команды были допрошены ещё до суда. Министерство торговли в Лондоне, располагая показаниями всех выживших моряков, обнародовало только 13 из них, причём все они без исключения начинались одними и теми же словами:

В момент отплытия судно находилось в хорошем состоянии и было должным образом снаряжено, не было вооружено, не имело оружия ни для нападения, ни для обороны и никогда не перевозило такого снаряжения. Перед выходом из Нью-Йорка проводились шлюпочные учения.
 На участников процесса оказывалось давление со стороны британского Адмиралтейства и судоходной компании. По воспоминаниям рулевого Хью Джонсона, который нёс вахту на мостике в момент атаки, в компании ему недвусмысленно намекнули, что всем будет лучше, если он скажет о двух торпедах. Однако на заседании суда вопрос о количестве торпед так и не прозвучал. Тем, кто настаивал на том, что лайнер был атакован всего одной торпедой, было отказано в даче показаний на суде. Капитан Тёрнер на дознании говорил об одной торпеде, однако на суде заявил, что по «Лузитании» были выпущены две торпеды. В 1933 году в интервью капитан Тёрнер вновь заявил об одной торпеде. Большинство свидетелей говорило о двух торпедах, часть потерпевших свидетельствовала о трёх, выпущенных двумя подводными лодками. Клем Эдвардс, представлявший союз моряков, попытался провести альтернативное расследование и найти доказательства того, что причина крушения кроется не в количестве торпед, а в содержимом трюмов, но судья Джон Бигман воспрепятствовал этому.

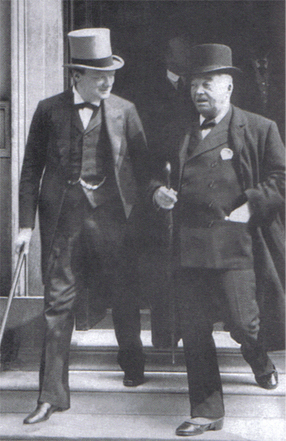
Уинстон Черчилль и Джон Фишер

В ходе закрытых слушаний Адмиралтейство старалось возложить вину за крушение на капитана Уильяма Тёрнера, указывая на его якобы халатность при исполнении служебных обязанностей. Командующий военно-морской базой Квинстауна Чарльз Коук на слушаниях заявил, что капитан «Лузитании» был проинформирован о деятельности вражеских подводных лодок у южного побережья Ирландии. Он добавил, что в 10 часов на «Лузитанию» поступило сообщение об активности субмарин близ мыса Клир, в сообщении содержалось также указание не подходить близко к берегу и держаться оси фарватера. Адмирал Королевского Британского военно-морского флота Джон Фишер назвал Тёрнера некомпетентным человеком и подлецом и выразил надежду на скорый арест капитана. Первый лорд Адмиралтейства Уинстон Черчилль заявил, что Уильяму Тёрнеру будет незамедлительно предъявлен иск. Директор отдела торговли капитан Ричард Уэбб вовсе высказал предположение о сговоре капитана «Лузитании» с германским военным командованием. Он же начал готовить перечень радиограмм, отправленных на «Лузитанию», которые якобы были проигнорированы Тёрнером.
Уильям Тёрнер был обвинён в несоблюдении правил безопасного мореплавания и нарушении инструкций Адмиралтейства, выразившиеся в недостаточной скорости хода судна, его прямолинейном курсе и малом расстоянии до берега. На суде было выяснено, что скорость была снижена из-за погодных условий, но затем вновь увеличена до 18 узлов. Следует заметить, что «Лузитания» — первое судно, которое было атаковано подлодкой на скорости более 15 узлов. В момент атаки «Лузитания» находилась в 20 км от берега, что соответствовало всем инструкциям, которые запрещали подходить ближе, чем на 8 км к берегу. Кроме того, в телеграмме Адмиралтейства сообщалось о подводной лодке в 32 км от берега. Проконсультировавшись с двумя своими помощниками — Джеймсом Андерсоном и Джоном Пайпером (ни один из которых не выжил), капитан Тёрнер решил, что целесообразнее держаться ближе к берегу и приказал сменить курс. По этим причинам суд признал обвинения необоснованными.
Дополнительное слушание состоялось 1 июля по настоянию Джозефа Маришаля, который грозил подать в суд на «Кунард Лайн» за преждевременное завершение расследования катастрофы. Он дал показания относительно второго взрыва. Маришаль рассказал, что взрыв раздался ниже обеденного салона второго класса, расположенного в кормовой части лайнера и напоминал треск пулемётов. В проправительственной прессе его показания были дискредитированы.
Капитан Уильям Тёрнер, члены экипажа «Лузитании», руководство компании «Кунард Лайн» и Королевского Флота по результатам расследования были признаны невиновными в катастрофе. Вся ответственность за крушение была возложена на Правительство Германской империи. Бигман заявил, что Тёрнер «применил свою рассудительность наилучшим образом», а вина лежит исключительно на тех, кто совершил преступление.
Сразу после окончания расследования Джон Бигман подал в отставку. Последними его словами в кулуарах были: «Лузитания — чертовски грязное дело». Полный отчёт о катастрофе никогда не был предан огласке. Копия хранилась среди личных бумаг Бигмана, но после его смерти пропала.

### В США
20 сентября 1917 года сенатор Роберт Ла-Фоллет в своей речи заявил, что «Лузитания» перевозила боеприпасы, и президент якобы знал об этом. Сенат США немедленно потребовал от него доказательств, и сенатор затребовал подлинный грузовой манифест. В этом ему было отказано, в результате чего сенат отклонил рассмотрение дела.
В США компании «Кунард Лайн» было предъявлено 68 исков. Все они были заслушаны в 1918 году. Следствие возглавлял судья Джульес Майер, отклонивший в 1912 году аналогичные иски на возмещение ущерба в отношении компании «Уайт Стар Лайн» после крушения «Титаника». Дело рассматривалось без присутствия присяжных. Обеими сторонами было заранее оговорено, что на заседаниях не будет подниматься вопрос о перевозке «Лузитанией» каких-либо грузов военного назначения и личного состава. 33 человека, которые не смогли приехать в США, давали показания в Великобритании. Среди них был и капитан Уильям Тёрнер. На американском следствии он стал активнее отстаивать правильность своих действий и свою абсолютную невиновность в произошедшем. Тёрнер заявил, что не имел оснований считать движение быстроходного лайнера зигзагообразным курсом безопасным. Это подтверждал случай, когда другой пароход, двигаясь зигзагообразно, был успешно атакован подводной лодкой. Его позиция была поддержана многими капитанами. Также Тёрнер говорил, что поддержание стабильного курса на протяжении 30 минут было необходимо, чтобы точно определить координаты лайнера. Однако специалисты по морской навигации парировали и заявляли, что местоположение судна с достаточно большой точностью можно определить по двум пеленгам за пять минут.
Многие выжившие свидетельствовали об открытых иллюминаторах в момент торпедной атаки. Эксперты вычислили, что только через один открытый иллюминатор, погрузившийся на глубину 1 м, внутрь проникало порядка 4 тонн воды в минуту. На заседаниях поднимались вопросы о количестве выпущенных торпед и месте их попадания. Перевозимым «Лузитанией» грузам также было уделено внимание, но судебные эксперты пришли к выводу, что самопроизвольный взрыв груза невозможен ни при каких обстоятельствах.
После окончания расследования суд постановил: «причиной крушения явилось противозаконное действие Правительства Германской империи», стремительное затопление «Лузитании» произошло в результате попадания в правый борт двух торпед. Действия капитана были признаны грамотными, а меры по спасению людей экипажем соответствующими всем требованиям. По решению судьи, все претензии следовало предъявлять германскому правительству. В 1925 году в качестве репарации Веймарской республикой были выплачены 2,5 млн долларов.
Отсутствие подлинного грузового манифеста не помешало американскому суду вынести постановление в пользу компании «Кунард Лайн» и Адмиралтейства. В действительности документы находились у президента Вудро Вильсона, который запаковал их в конверт и передал на хранение в архив казначейства с пометкой «может быть вскрыто только президентом Соединённых Штатов».

## Причина второго взрыва

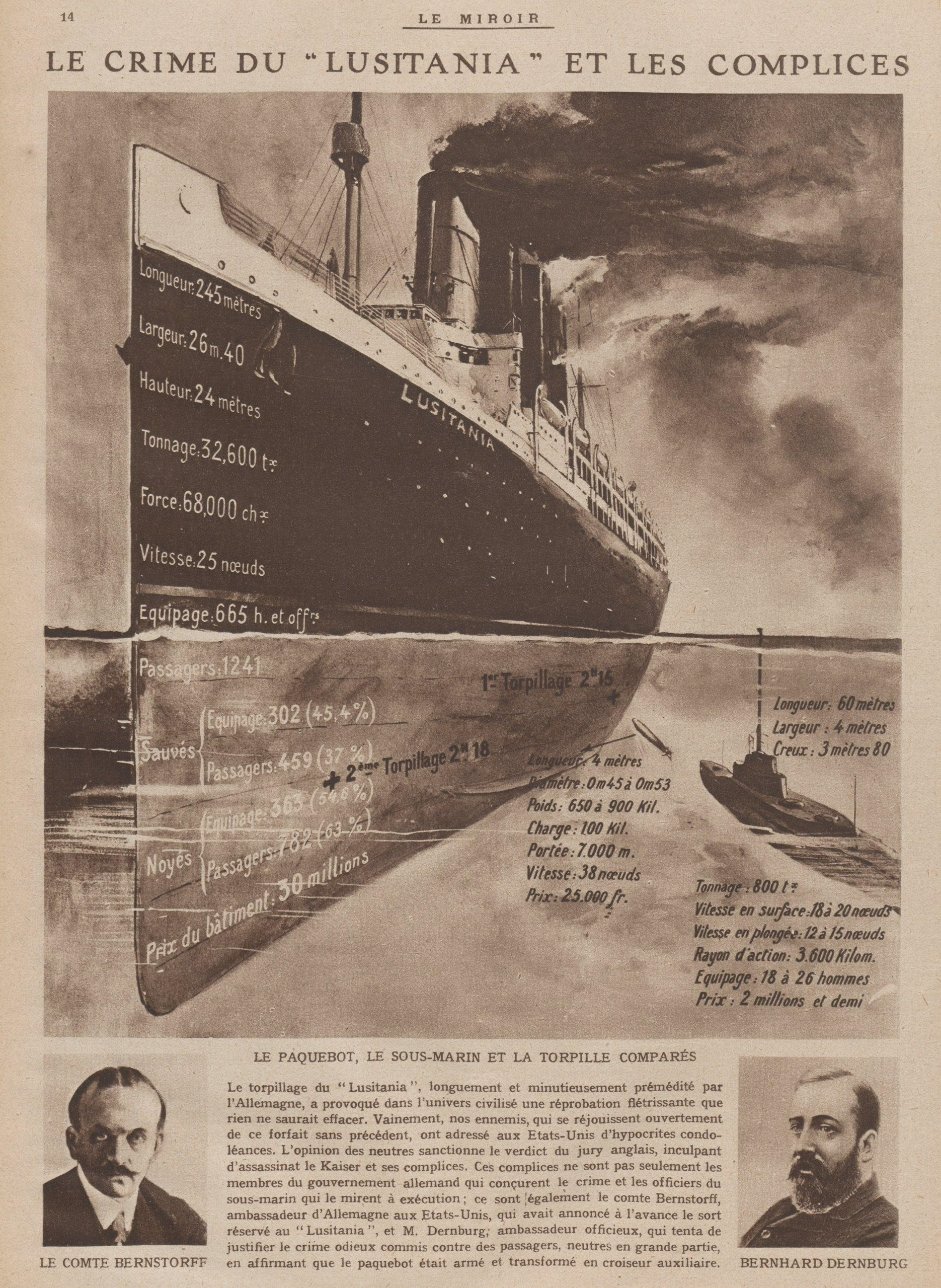
Французский еженедельник «Le Miroir» сообщает о двух выпущенных торпедах

Гибель «Лузитании» предопределил второй взрыв, более мощный, прогремевший сразу за первым. Причина взрыва официально не установлена и по сей день. Убедительных доказательств атаки «Лузитании» двумя торпедами предоставлено не было. Согласно бортовому журналу U-20, подводная лодка атаковала вражеское судно одной торпедой. Многими инженерами, в частности, экспертами из Имперского военного музея, специализирующимися на судостроении и боеприпасах времён Первой мировой войны, было рассчитано, что попадание даже двух торпед в судно типа «Лузитании» не могло вызвать столь сильные разрушения, привёдшие к гибели судна за 18 минут. 19 июля 1918 года немецкая подводная лодка выпустила четыре торпеды по пассажирскому пароходу «Юстиция», имевшему схожие с «Лузитанией» размерения. Благодаря задраенным водонепроницаемым дверям судно осталось на плаву. На следующий день другая германская подводная лодка атаковала повреждённое судно двумя торпедами. «Юстиция» пошла ко дну только через три часа после повторной атаки. Этот прецедент дал основание считать, что второй взрыв на «Лузитании», вероятнее всего, был внутренним.
Существует версия взрыва боеприпасов на борту. Согласно грузовому манифесту «Лузитании», который был обнародован лишь спустя 50 лет после крушения, в грузовых отсеках лайнера действительно перевозилось большое количество боеприпасов для стрелкового оружия, но все они не были взрывоопасными. Патроны, шрапнельные стаканы и снарядные трубки не могли стать причиной второго взрыва. К тому же, трюмы занимали носовые отсеки лайнера, а торпеда повредила котельные № 1 и 2, расположенные в четвёртом и пятом отсеках, хотя точное место попадания неизвестно. Командир U-20 Вальтер Швигер наблюдал взрыв ближе к носу — под капитанским мостиком, то есть в районе переборки, отделявшей грузовой отсек от котельной № 1. Показания очевидцев на борту сильно разнятся.
Исследователями Колином Симпсоном и Томасом Бэйли была выдвинута версия о детонации полностью снаряжённых артиллерийских снарядов. Симпсон предположил, что они могли тайно перевозиться в упаковках для сыромолочных изделий или же под видом меховых изделий. Помимо этого, на борту лайнера могли находиться потенциально взрывоопасные грузы невоенного назначения, например, алюминиевая пудра — основной компонент для производства алюминиевых красок - или пироксилин — компонент приготовления бездымного пороха. По мнению журналиста Колина Симпсона, британская сторона намеренно скрывает истинное место попадания торпеды, и на самом деле торпеда повредила грузовые отсеки, в которых сдетонировали взрывоопасные вещества.
В 1993 году обломки «Лузитании» исследовала экспедиция Роберта Балларда. Судно лежит на правом борту, пробоина скрыта в донном иле, поэтому увидеть повреждения можно только после подъёма остова. Баллард предположил, что после попадания торпеды взорвалась угольная пыль. Он утверждал, что после попадания торпеды в угольные бункеры взрывная волна разметала по котельным отсекам уголь. Образовалось облако с высокой концентрацией взрывоопасной угольной пыли. Воспламенение пылевоздушной смеси сгенерировало вторую ударную волну. Также возможен взрыв метана, который выделился из угля за время рейса и скопился в почти пустом к концу рейса угольном бункере. Критики этой гипотезы заявляют, что взрыв пыли был невозможен из-за большого объёма воды, поступившего в отсеки через крупную пробоину в первые секунды. Угольные бункеры были залиты водой очень быстро.
Согласно третьей версии, после попадания торпеды произошёл взрыв паровых котлов. Однако конструкционные особенности «Лузитании» таковы, что котлы отделены от бортов лайнера продольными угольными бункерами, занимающими пространство между переборками и внешней обшивкой. Бункеры погасили значительную часть взрывной волны, таким образом котлы не получили критических повреждений. Вероятность взрыва котлов при контакте с холодной забортной водой крайне мала, поскольку такой сценарий в практике морских катастроф не встречался ни разу.

## Политические последствия
В Великобритании и США развернулась пропагандистская кампания о варварстве немецких подводников. Командиры немецких подлодок были объявлены нелюдями, что дало следующий виток в нарастании жестокости и насилия в войне на море. Уже 19 августа 1915 года экипаж судна-ловушки «Баралонг» по командованием Годфри Герберта хладнокровно расстрелял экипаж другой немецкой субмарины — U-27: часть немцев, выбравшись из тонущей подводной лодки, пыталась спастись на гражданском пароходе, но была убита — включая тех, кто успел забраться в трюм.

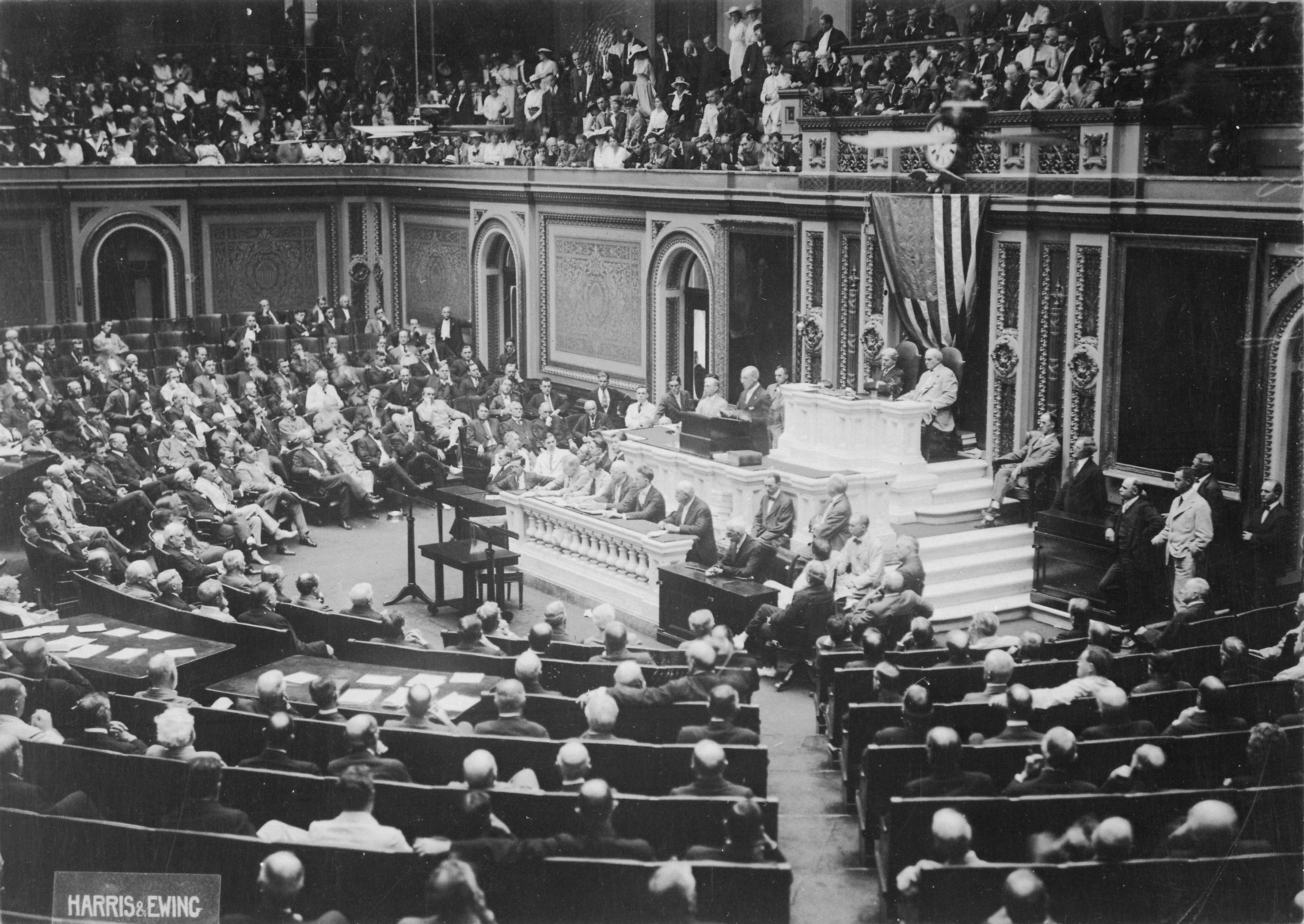
Вудро Вильсон 3 февраля 1917 объявляет в Конгрессе о прекращении дипломатических отношений с Германией

Рейхсканцлер Германии Теобальд фон Бетман-Гольвег убедил кайзера Вильгельма II в дальнейшем отказаться от потопления субмаринами судов, идущих под нейтральными флагами. Однако суда британского флота, перевозившие в том числе военные грузы, в районах активной деятельности немецких подводных лодок часто использовали нейтральные флаги. В штабе возникли противоречия по этому поводу. Адмирал военно-морского флота Альфред фон Тирпиц выступал за снятие всех ограничений в использовании подводных лодок. Начальник генерального штаба Германии Эрих фон Фалькенхайн высказывался за ограничение подводной войны. Кайзер Вильгельм II занял позицию генштаба. 9 сентября 1915 года он заявил, что впредь атаки будут производиться однозначно на британские военные корабли, грузовые суда согласно морскому призовому праву будут не уничтожаться, а захватываться. Любые атаки на пассажирские суда отныне находятся под запретом. 18 сентября новый командующий Флотом открытого моря Хеннинг фон Хольцендорф издал секретный приказ, выполняя который, все германские субмарины покинули акватории Кельтского, Ирландского морей и пролива Ла-Манш и передислоцировались в Северное море. До 1917 года немецкие подводные лодки участвовали в боевых действиях только в Северном море, соблюдая данные Вильгельмом II международные обязательства в отношении торгового флота противников.
В январе 1917 правительство Германии возобновило неограниченную подводную войну вокруг Британских островов, где были потоплены 7 американских судов. В ответ на нарушение договорённостей 6 апреля 1917 года президент США Вудро Вильсон обратился в Конгресс с предложением объявить Германской империи войну. Формальным поводом послужила перехваченная Великобританией телеграмма Циммермана, в которой министр иностранных дел Германии Артур Циммерман сообщал послу в Мексике о том, что Германия намерена начать беспощадную подводную войну. В телеграмме содержалось указание связаться с президентом Мексики, чтобы побудить его начать боевые действия против США в случае, если Вашингтон вступит в войну против Центральных держав. В тот же день Конгресс объявил Германии войну и Соединённые Штаты стали непосредственным участником Первой мировой войны.

## Обломки

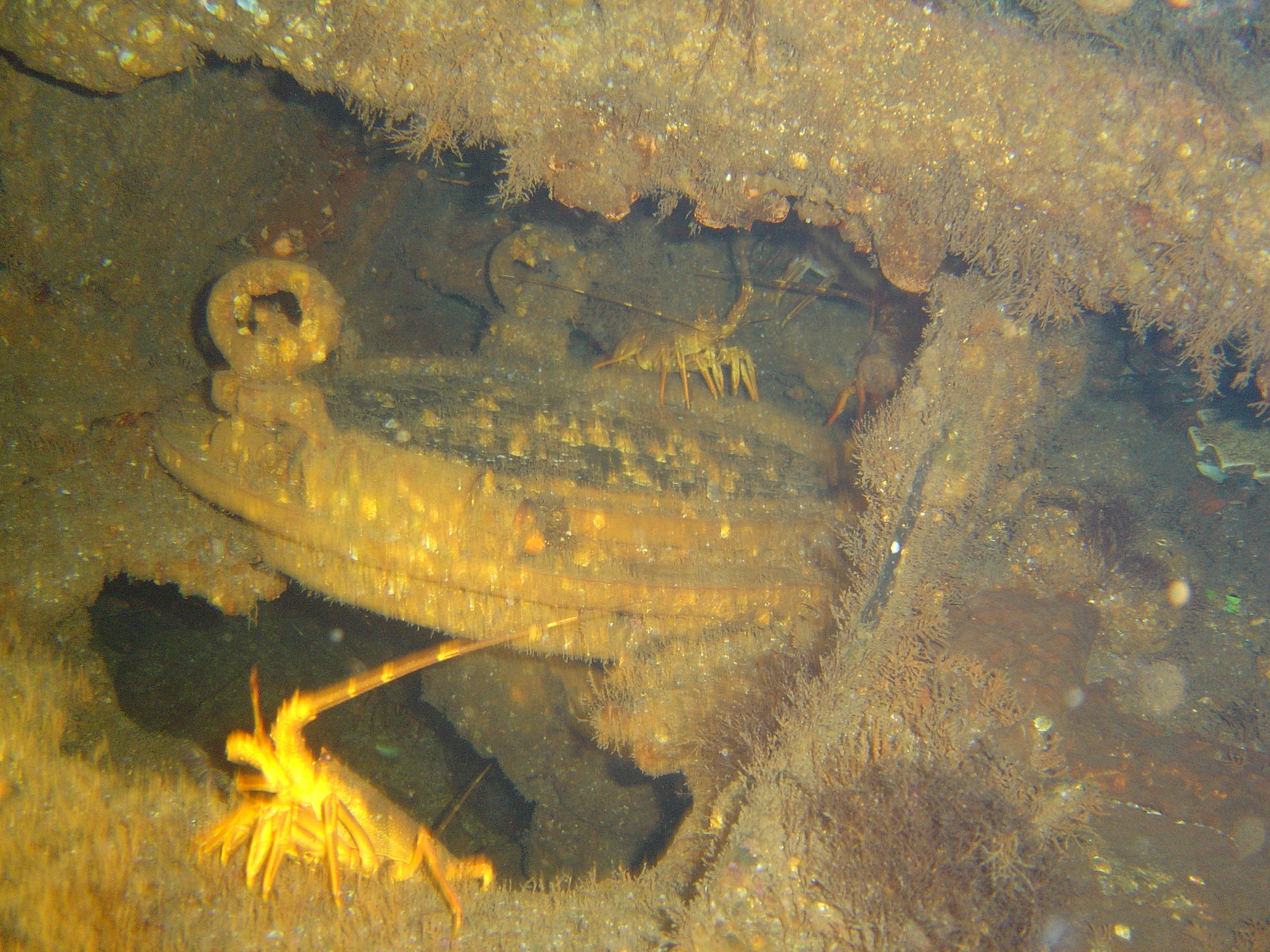
Иллюминатор среди обломков «Лузитании» на дне

Обломки «Лузитании» покоятся в Кельтском море на глубине 93 м. Судно лежит на правом борту с креном 30°. Надстройки от удара о дно обрушились, обшивка левого борта со временем прогнулась во многих местах. Лайнер практически разломился на три части, первый разлом приходится на район мостика, второй — между четвёртой трубой и грот-мачтой. К югу от корпуса находится обширное поле мелких обломков — шлюпбалок, кусков палубного настила, отделки помещений, леерных ограждений, мебели и личных вещей пассажиров. Остов судна стремительно разрушается подводными течениями. «Лузитания» сохранилась хуже, чем «Титаник». В 1982 году организацией «Oceaneering International» на поверхность были подняты три из четырёх гребных винтов «Лузитании». Участники экспедиции 2012 года запустили в главный грузовой трюм затонувшего лайнера подводный аппарат, с помощью которого обнаружили там разбросанные патроны .303 British и медные слитки.
Ирландский дайвер Дэс Куигли, который погружался к «Лузитании» в 1990-х, сообщил, что дно около обломков усеяно неразорвавшимися глубинными бомбами, выпущенными британским противолодочным бомбомётом Хеджхог. Второй раз эти заряды были обнаружены в 2009 году экспедицией телеканала Discovery, снимавшей эпизод «Открытие Лузитании» для программы «В поисках сокровищ». Член американского общества морских инженеров-судостроителей, занимающегося расследованием морских катастроф, Грегг Бемис и другие эксперты исследовали место крушения при помощи беспилотного батискафа. В кадр установленной на его борту видеокамеры попали лежавшие среди обломков глубинные бомбы, о которых говорил Куингли.
Полагая, что в начале 1950-х, сбрасывая на останки «Лузитании» глубинные заряды, руководство Великобритании пыталось таким образом уничтожить следы своей вины в катастрофе, профессор Дублинского Тринити-колледжа Уильям Кингстон заявил: «Нет никаких сомнений в том, что Королевский флот и британское правительство на протяжении многих лет предпринимали значительные шаги по препятствованию выяснению правды о „Лузитании“».

## Теория заговора
Официальная версия причин крушения «Лузитании» подвергается многочисленной критике, касающейся, в первую очередь, происхождения второго взрыва, также под сомнение нередко ставится тот факт, что торпедная атака «Лузитании» была неожиданностью для британского Адмиралтейства.
Теория мирового заговора предполагает, что потопление лайнера было заранее спланировано высокопоставленными британскими чиновниками. Великобритании было на руку вступление США в Первую мировую войну. Сторонники теории заговора считают, что потопление «Лузитании» немецкой подводной лодкой рассматривалось британским командованием как повод к втягиванию США в войну. В 1927 году капитан-лейтенант Королевского флота Великобритании Джозеф Кэверти публично обвинил Уинстона Черчилля в умышленной провокации с целью уничтожения «Лузитании» и втягивания США в войну. В подтверждение своих слов он привёл факт перехвата и успешной дешифровки британскими спецслужбами донесения командира U-20 Вальтера Швигера о местоположении субмарины. Кэверти заявил, что Адмиралтейство не передало эту информацию экипажу идущей поблизости «Лузитании». Черчилль ответил, что британской разведке действительно был известен германский шифр, но использование полученных разведданных ограничивалось, чтобы не вызвать подозрение у немцев и не побудить их к замене криптографического кода. Ни о какой целенаправленной операции по уничтожению судна не могло идти и речи, «британские джентльмены на подобную низость не способны», — заключил он.
Относительно происхождения второго взрыва выдвинуты десятки разных гипотез. Сторонники одной из них утверждают, что на борту взорвались (или были умышленно подорваны) нелегально перевозившиеся боеприпасы, причём транспортировка грузов военного назначения на гражданском судне использовалась британскими и американскими политиками как инструмент провокации германского командования. Атака на «Лузитанию» требовалась им для удовлетворения своих политических амбиций. Согласно другой версии, непосредственным участником преступного сговора является капитан Уильям Тёрнер, который якобы вёл своё судно наиболее выгодным для торпедной атаки образом.

## В массовой культуре
Потопление «Лузитании» вызвало сильный общественный резонанс и получило широкое распространение в массовой культуре. В 1918 году на экраны вышел немой 12-минутный документальный мультипликационный фильм американского аниматора Уинзора Маккея «Гибель „Лузитании“». В ленте были показаны сцены выхода из Нью-Йорка, произведения субмариной торпедной атаки, спуска спасательных шлюпок, часть которых перевернулась, в панике прыгающих за борт людей. Кадры сопровождались поясняющими интертитрами и фотографиями наиболее известных погибших пассажиров. В конце фильма изображалась женщина, тщетно пытавшаяся спасти младенца, а на последнем интертитре написано: «Человек, который совершил этот выстрел, был награждён медалью Кайзером. Однако они просят нас не ненавидеть этого варвара». Картина получила множество положительных откликов критиков того времени. Ещё ряд документальных фильмов вышел в преддверии столетней годовщины катастрофы, среди них документальная драма «Лузитания: убийство в Атлантике» совместного британо-немецкого производства.
О гибели лайнера повествует множество документальных литературных произведений. Свои научно-исследовательские труды потоплению «Лузитании» посвятили Дэвид Батлер, Роберт Баллард, Колин Симпсон, Томас Бэйли, Даяна Прэстон, Мэри Хоулинг и многие другие. В 1915 году английский композитор Фрэнк Бридж, убеждённый пацифист, написал сонату «Плач». Произведение было посвящено погибшей на борту злополучного парохода 9-летней Катерине. В том же году Артур Ламб, британский поэт-песенник, сочинил песню «Как опускалась „Лузитания“», получившую большую популярность. В журнале «The Music Trade Review» о ней писали: «Одна из наиболее интересных песен, появившихся в ознаменование катастрофы „Лузитании“». Американский композитор Чарльз Айвз в 1918 году написал сюиту для симфонического оркестра № 2 «От Ганновер-Сквер в конце трагического дня, глас народа восстал вновь». В произведении Айвз отразил свои переживания в период ожидания новостей о гибели «Лузитании».
Экспозиции, посвящённые гибели «Лузитании», находятся в Морском музее Атлантики в Галифаксе и Морском музее Ливерпуля, на территории которого хранится один из гребных винтов лайнера.